# Historia de la India

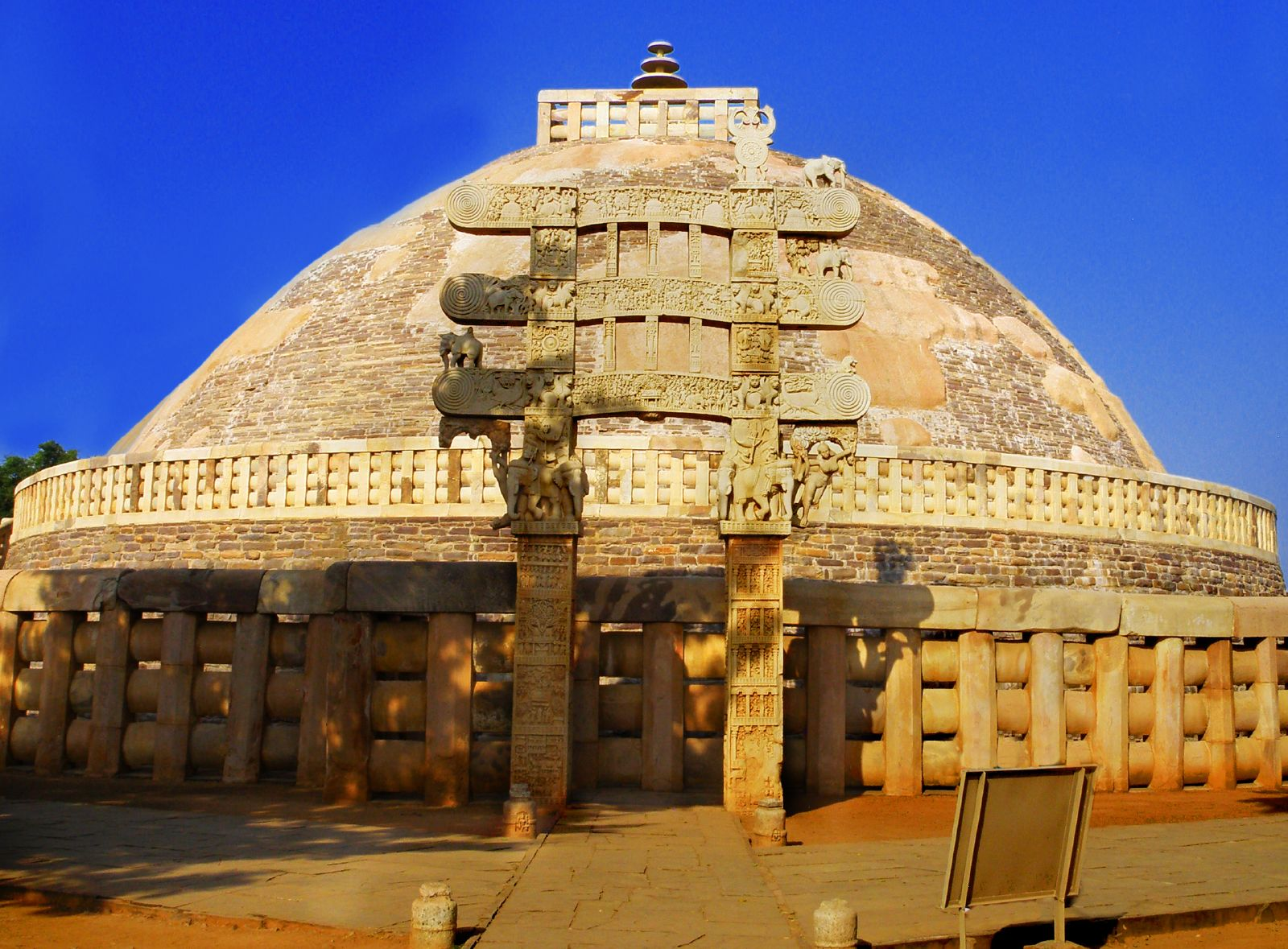
Gran estupa de Sanchi, depositaria de las reliquias de Buda Gautama. Construida por Ashoka el Grande del Imperio maurya en el, su ampliación y balaustrada fue en el periodo Shunga y la torana del período Satavahana.

La historia de la India en la época precedente a 1950 es inseparable de la historia del subcontinente indio, al cual pertenece esta nación. Incluye los asentamientos y las sociedades prehistóricas en la región, la avanzada civilización del valle del Indo y la fusión de la cultura indoaria para formar la civilización védica; el origen del hinduismo, del jainismo y del budismo; la sucesión de poderosas dinastías e imperios durante más de tres milenios en varias áreas del subcontinente que incluye el crecimiento de dominios musulmanes interconectados con las potencias hindúes; la llegada de los comerciantes europeos que dio como resultado el establecimiento de la India Británica, y el subsecuente movimiento de independencia que condujo a la partición de la India y a la creación de la república de la India.
La civilización del valle del Indo, considerada una civilización originaria, que se extendió y floreció en el noroeste del subcontinente indio entre 3300 y 1300 a. C., fue la primera gran civilización del Sur de Asia. Durante el período Harappense, entre 2600 y 1900, que desarrolló una cultura urbana tecnológicamente avanzada. Esa civilización colapsó a inicios del II milenio a. C. y fue sucedida por la civilización védica de la Edad del Hierro. En esa era se compusieron los Vedas, textos seminales del hinduismo, se formaron los janapadas (entidades políticas monárquicas) y la estratificación basada en castas. La civilización védica tardía se extendió sobre la llanura indogangética y gran parte del subcontinente, y fue testigo del surgimiento de estados mayores conocidos como mahajanapadas. En Magadha, uno de estos reinos, Buda Gautama y Mahavira propagaron sus filosofías shramánicas durante los siglos V y VI a. C.
Gran parte del subcontinente fue conquistada por el Imperio Maurya durante los siglos IV y III a. C. Desde el siglo III a. C. la literatura prácrita y pali en el norte y la literatura sangam en el sur comenzaron a florecer. El acero wootz se originó en el sur de la India en el siglo III a. C. y fue exportado al extranjero. Durante el período clásico, varias partes de la India fueron gobernadas por numerosas dinastías durante 1500 años, entre las que destaca el Imperio gupta. Este período, testigo de un resurgimiento religioso e intelectual hindú, se conoce como la «era dorada de la India». En este período varios aspectos de la civilización, administración, cultura y religión indias (hinduismo y budismo) se expandieron a gran parte de Asia, mientras que los reinos del sur de la India mantenías lazos marítimos con el Medio Oriente y el Mediterráneo. La influencia cultural india se extendió a muchas partes del sureste asiático, lo que ocasionó el establecimiento de reinos indianizados en esa región.
El evento más importante entre los siglos VII y XI fue la lucha tripartita centrada en Kannauj, que duró más de dos siglos, entre el Imperio Pala, el Imperio rashtrakuta y Gurjara Pratihara. En la India meridional surgieron múltiples potencias imperiales a partir de mediados del siglo V, entre las que destacan los imperios Chalukya, Chola, Pallava, Chera, Pandya y Chalukya occidental. La dinastía Chola conquistó el sur de la India e invadió partes del sureste de Asia, Sri Lanka, Maldivas y Bengala en el siglo XI. A principios de la Edad Media los matemáticos indios influyeron en el desarrollo de las matemáticas y la astronomía en el mundo árabe e introdujeron los números hindúes.
El dominio musulmán comenzó en partes del norte de la India en el siglo XIII, cuando se fundó el sultanato de Delhi en 1206 por invasores túrquicos procedentes del Asia central, si bien los musulmanes ya habían realizado de manera limitada incursiones de conquista en el territorio de lo que hoy son Afganistán y Pakistán desde fechas tan tempranas como el siglo VIII. El sultanato de Delhi gobernó la mayor parte de la India septentrional a principios del siglo XIV, pero entró en decadencia a finales de ese mismo siglo. En ese período surgieron también varios estados hindúes poderosos, notoriamente Vijayanagara, Gajapati, Ahom y varios estados rashput como Mewar. En el siglo XV surgió el sijismo. El período moderno comenzó en el siglo XVI, cuando el Imperio mogol conquistó la mayor parte del subcontinente indio. El Imperio mogol padeció una decadencia gradual a principios del siglo XVIII, lo que fue una oportunidad para que el Imperio maratha, el Imperio sij y el reino de Mysore ejercieran su control sobre vastas áreas del subcontinente.
Desde finales del siglo XVIII hasta mediados del siglo XIX, grandes áreas de la India fueron anexionadas por la Compañía Británica de las Indias Orientales. El descontento con el gobierno de la compañía ocasionó la rebelión india de 1857, después de la cual las provincias británicas de la India fueron administradas directamente por la Corona británica y experimentaron un período de rápido desarrollo de las infraestructuras, una decadencia económica y grandes hambrunas. Durante la primera mitad del siglo XX, se inició la lucha por la independencia liderada por el Congreso Nacional Indio, al que después se unirían otras organizaciones. El subcontinente obtuvo la independencia del Reino Unido en 1947, después de que las provincias británicas se dividieran en los dominios de India y Pakistán y los estados principescos se integraron en alguno de los nuevos estados de la India.

## Prehistoria (hasta ca. 1750 a.C.)

### Edad de Piedra

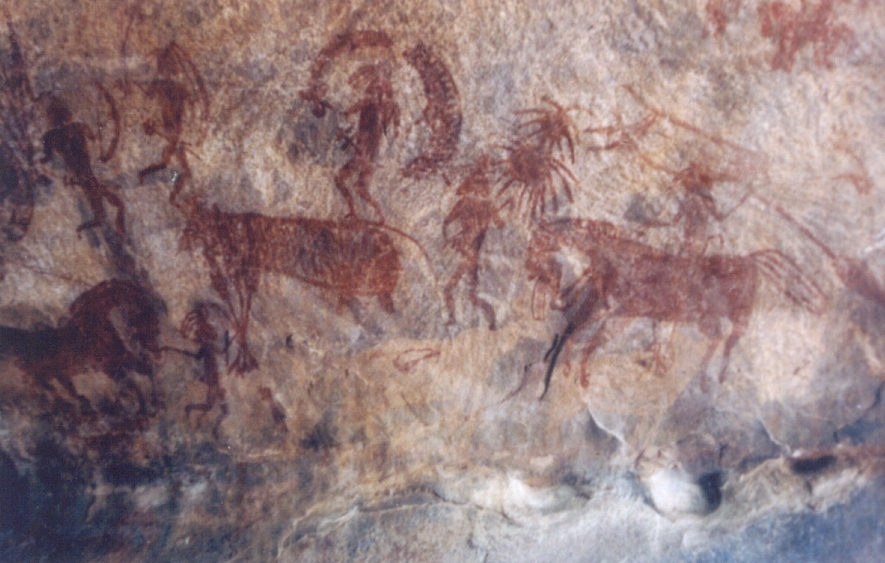
Pinturas rupestres de Bhimbetka, en Madhya Pradesh, de unos 30 000 años de antigüedad.

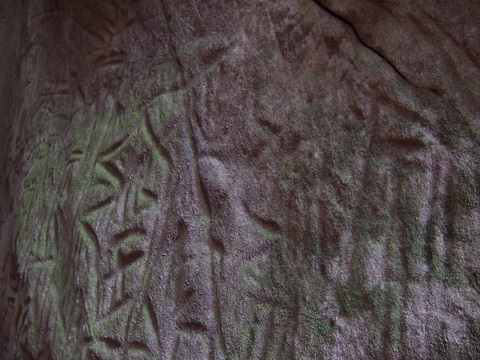
Petrogliflos de las grutas de Edakkal, en Kerala, datados ca. 6000 a. C.

Se tienen pruebas de la presencia de seres humanos modernos (Homo sapiens) en el subcontinente indio desde hace unos 75 000 años. Antes de ellos, el subcontinente fue poblado por homínidos —entre ellos el Homo erectus— hace unos 500 000 años. Se han hallado restos aislados de Homo erectus en Hathnora, en el valle del Narmada, en el centro de la India. En la parte noroeste del subcontinente se han descubierto herramientas elaboradas por protohumanos que han sido datadas en dos millones de años.
El sitio arqueológico más antiguo del subcontinente, con restos de homínidos, se encuentra en el valle del río Soan, y contiene restos de homínidos. Se han encontrado sitios de industria lítica soaniana en la región de Sivalik, en los actuales Pakistán, India y Nepal.
En el período Neolítico hubo asentamientos más extensivos en el subcontinente después de la última Edad de Hielo, hace aproximadamente  12 000 años. Los primeros asentamientos semipermanentes que se han confirmado aparecieron hace 9000 años en los refugios rupestres de Bhimbetka, en el territorio del actual estado indio de Madhya Pradesh.
Las cuevas de Edakkal son petroglifos de la Edad de Piedra que se cree que datan de al menos 6000 a. C., e indican la presencia de una civilización o asentamiento prehistórico neolítico en Kerala. Los petroglifos de Edakkal son raros y son los únicos ejemplos del sur de la India.
Las culturas agrícolas neolíticas surgieron en la región del valle del Indo hacia 5000 a. C., en la parte baja del valle del Ganges hacia 3000 a. C. y están representadas por los hallazgos de Bhirrana (7570-6200 a. C.) en Haryana, India, y los hallazgos de Mehrgarh (7000-5000 a. C.) en Baluchistán, Pakistán. La primera civilización urbana de la región fue la civilización del valle del Indo.

### Cultura del valle del Indo
La transición entre comunidades agrícolas a comunidades urbanas más complejas comenzó entre el periodo de Mehrgarh y el (3000 a. C. Este periodo marcó el principio de una sociedad urbana en India, conocida como la cultura del valle del río Indo ―también llamada civilización de Harappa y Mojensho Daro, la cual llegó a su máximo desarrollo en el lapso de mil años entre el siglo XXIX a. C. y el siglo XIX a. C.)
Estaba centrada entre los ríos Saraswati y el Indo y se extendía hasta las zonas de los ríos Ganges e Iamuná, Doab, Guyarat y el norte de Afganistán.
Esta civilización se hizo notar por las ciudades que construyó con ladrillos, con sistema de drenajes y casas con múltiples habitaciones.
Las referencias históricas más antiguas son las de Meluja en los registros de los sumerios.
Comparada con las civilizaciones de Egipto y Sumeria (anteriores en varios siglos), la civilización del Indo contaba con una planificación urbana bastante avanzada y con sistemas de medición sorprendentemente uniformes.
Las ruinas de Mohenjo Daro fueron en alguna ocasión el centro de esta sociedad. Los poblados de la civilización del Indo se extendían hasta la frontera con Irán (en el oeste), hasta la cordillera del Himalaya (en el norte), hasta Delhi (en el este) y hasta Bombay (en el sur). En su apogeo se estima que esa región tuvo una población de más de cinco millones de habitantes.
Entre las poblaciones existían centros urbanos de cierta importancia tales como los de Mohenjo-Daro, Dholavira, Ganweriwala, Lothal y Rakhigarhi.
Hasta la fecha, se han encontrado más de 2500 ciudades y poblados, principalmente en la ribera oriental del río Indo en Pakistán, a lo largo de lo que puede haber sido el río védico Sáraswati.
Se piensa que los cambios geológicos y del clima fueron los responsables de haber secado el río Sáraswati, lo que creó la aridez de la región actual y la desaparición de la civilización en esa región.
Estudios arqueológicos sugieren que las civilizaciones del valle del Indo dependían de los suelos de aluvión de los ríos, lo que producía alto rendimientos en las cosechas de cereales, granos y otros.
Para el siglo XXVIII a. C. es evidente la presencia de un Estado organizado, con reglas jerárquicas y obras públicas de mayor envergadura.
A mediados del II milenio a. C., la región del valle de los ríos, donde se estaban ubicados las dos terceras partes de los poblados encontrados, se secaron y los poblados fueron abandonados.

## El período védico (ca. 1750 a.C.-600 a.C.)
El período védico toma su nombre de la cultura indoaria del noroeste de la India, aunque otras partes de la india tuvieron una identidad distinta durante este período. La cultura védica se describe en los Vedas, textos aún sagrados para los hindúes, que fueron compuestos de manera oral en sánscrito védico (un idioma proveniente del indoeuropeo de Asia central). Los Vedas son algunos de los textos más antiguos que se conservan de la India. El período védico abarca aproximadamente de 1750 a 500 a. C. y contribuyó a formar los cimientos de varios aspectos culturales del subcontinente indio. En términos de cultura, en este período muchas regiones del subcontinente pasaron por una transición de la Edad del Cobre a la Edad del Hierro.

### La sociedad védica
Los historiadores han analizado los Vedas para proponer una cultura védica en la región del Punyab y en la parte alta de la llanura indogangética. La mayoría de esos historiadores también consideran que este período comprendió varias olas de migraciones indoarias en el subcontinente provenientes del noroeste. La higuera sagrada y la vaca fueron santificados en la época en que se compuso el Atharvaveda. Muchos de los conceptos de la filosofía india que se adoptaron posteriormente, como el dharma, tienen sus raíces en antecedentes védicos.
La antigua sociedad védica se describe en el Rigveda, el texto védico más antiguo, que se cree que fue compilado durante el milenio II a. C. en la región noroccidental del subcontinente indio. En esa época, la sociedad aria consistía en grupos esencialmente tribales y pastorales, distintos de la urbanización harappiense del valle del Indo que había sido abandonada. La presencia temprana de indoarios probablemente corresponde en parte, en un contexto arqueológico, a la cultura de la cerámica coloreada de ocre.
A finales del período rigvédico, la sociedad pastoral aria comenzó a expandirse desde la región noroccidental del subcontinente indio hacia la llanura occidental del Ganges. La sociedad se hizo cada vez más agrícola y estaba socialmente organizada en una jerarquía de cuatro varnas o clases sociales. Esa estructura social se caracterizó tanto por el sincretismo con las culturas nativas del norte de la India, como también por la exclusión de los pueblos indígenas cuyas ocupaciones se etiquetaron como impuras. Durante ese período, muchas de las tribus y de los pequeños cacicazgos comenzaron a fusionarse en janapadas (estados monárquicos).
En el siglo XIV a. C., la batalla de los diez reyes —entre los reinos tribales védicos de los bharatas, aliados con otras tribus del noroeste de la India y guiados por el sabio Vishvamitra y de los trtsu-barathas, comandados por el rey Sudás—, ocasionó la emergencia del reino Kuru, la primera sociedad a nivel de Estado durante el período védico.

### Sanscritización
Desde tiempos védicos, «la gente de muchos estratos de la sociedad del subcontinente siguió una tendencia de adaptar su vida religiosa y social a las normas brahmánicas», un proceso que en ocasiones se llama sanscritización. Ese proceso se refleja en la tendencia de identificar a las deidades locales con los dioses de los textos sánscritos.

### Los reinos de la Edad del Hierro

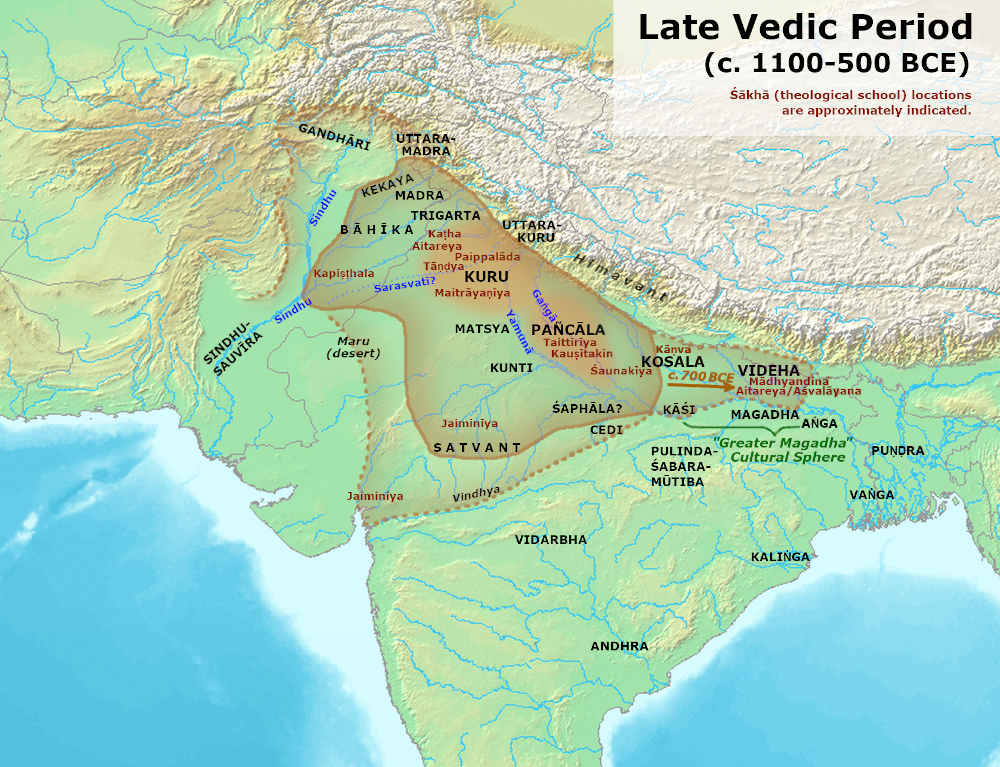
Mapa de finales del período védico que muestra las fronteras de Āryāvarta con los janapadas en el norte de la India: los reinos de la Edad del Hierro Kuru, Panchala, Kosala, Videha.

La Edad del Hierro en el subcontinente indio desde aproximadamente 1200 a. C. al siglo VI a. C. se define por el surgimiento de los janapadas, que fueron dominios, repúblicas y reinos, notablemente los reinos de Kuru, Panchala, Kosala y Videha.
El reino de Kuru fue la primera sociedad a nivel estatal del período védico que corresponde a los inicios de la Edad del Hierro en el noroeste de la India, aproximadamente entre 1200 y 800 a. C., y a la composición del Atharvaveda (el primer texto indio en mencionar el hierro, como śyāma ayas, literalmente, 'metal negro'). El estado de Kuru organizó los himnos védicos en colecciones y desarrolló el ritual ortodoxo śrauta para mantener el orden social. Dos figuras clave del estado de Kuru fueron el rey Prikshit y su sucesor Janamejaya, quienes transformaron su reino en la potencia política y cultural dominante en el noroeste de la India de la Edad del Hierro. Cuando el reino de Kuru declinó, el centro de la cultura védica cambió hacia sus vecinos orientales, el reino de Panchala. La cultura de la cerámica gris pintada, que floreció en las regiones de Haryana y el occidente de Uttar Pradesh en el norte de la India en el período entre 1100 y 600 a. C., se cree que corresponde a los reinos de Kuru y Panchala.
Durante el período védico tardío, el reino de Videha emergió como un nuevo centro de la cultura védica, situado más al oriente (en lo que actualmente es Nepal y el estado indio de Bihar), y alcanzaría su prominencia con el rey Janaka, cuya corte patrocinó a brahmanes y filósofos, como Yajnavalkya y Aruni. La parte posterior de ese período corresponde a una consolidación de estados y reinos cada vez mayores, llamados mahajanapadas, por todo el norte de la India.

### Epopeyas sánscritas

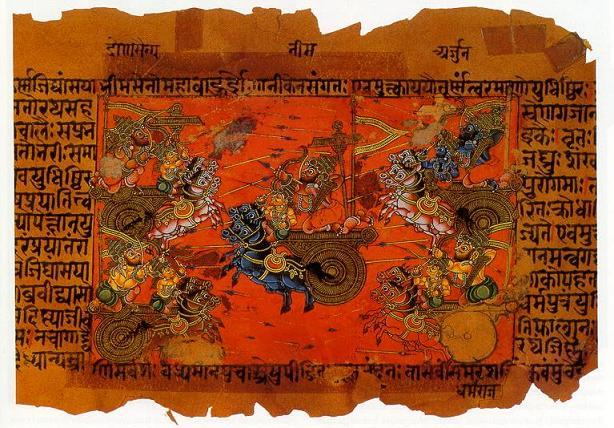
Ilustración y manuscrito de la batalla de Kukureshtra, en el Majabhárata

Además de los Vedas, los textos principales del hinduismo, se dice que los temas principales de los textos épicos Ramayana y Majabhárata tienen sus orígenes durante este período. El Majabhárata es actualmente el poema más largo del mundo. Anteriormente, los historiadores postularon una "edad épica" como el entorno de estos dos poemas épicos, pero ahora reconocen que los textos (que son familiares entre sí) pasaron por muchas etapas de desarrollo a lo largo de los siglos. Por ejemplo, el Majabhárata podría estar basado en un conflicto a pequeña escala (posiblemente alrededor de 1000 a. C.), que después «fue transformado en una gigantesca guerra épica por bardos y poetas». No hay prueba arqueológica concluyente de si los eventos específicos del Majabhárata tienen alguna base histórica. Se cree que los textos existentes de estas epopeyas pertenecen al período posvédico, entre 400 a. C. y 400 d. C. Algunos incluso han intentado datar los eventos usando métodos de arqueoastronomía, los cuales han arrojado, según cuáles pasajes se elijan y cómo se interpreten, fechas estimadas que se remontan incluso a mediados del II milenio a. C.

## La "segunda urbanización" (ca. 600 a.C.-200 a.C.)
Durante el período comprendido entre 800 a. C. y 200 a. C. se formó el movimiento Shramana, del cual se originarían el jainismo y el budismo. En el mismo período se escribieron los primeros Upanishads. Después de  500 a. C. comenzó la llamada «segunda urbanización», en la que se originaron nuevos asentamientos urbanos en la llanura del Ganges, particularmente en la llanura central del Ganges. Esta región, donde Maghada ganó protagonismo para formar la base el Imperio Maurya, fue un área cultural distinta con nuevos estados que se originaron después de  500 a. C. durante esta segunda urbanización. La llanura central del Ganges estuvo influida por la cultura védica, pero se diferenciaba notoriamente de la región de Kuru-Panchala. Fue "el área del cultivo de arroz más antigua de que se tenga noticia en el sur de Asia y hacia 1800 a. C. fue la ubicación de una población neolítica avanzada asociada con los sitios de Chirand y Chechar. En esta región florecieron los movimientos shramánicos y se originaron el jainismo y el budismo.

### Los mahajanapadas
En el período védico tardío, el subcontinente se había cubierto de pequeños reinos o ciudades estado, muchos de ellos mencionados en la literatura védica, budista y jainista en fechas tan lejanas como 500 a. C.. Dieciséis monarquías y «repúblicas» conocidas como mahajanapadas —Kashi, Kosala, Anga, Magadha, Vajji (o Vriji), Malla, Chedi, Vatsa (o Vamsa), Kuru, Panchala, Matsya (o Machcha), Shurasena, Assaka, Avanti, Gandhara y Kamboja— se extendían a lo largo de la llanura indogangeática desde el actual Pakistán hasta Bengala y Maharashtra. Ese período fue testigo del segundo gran origen del urbanismo indio después de la cultura del valle del Indo.

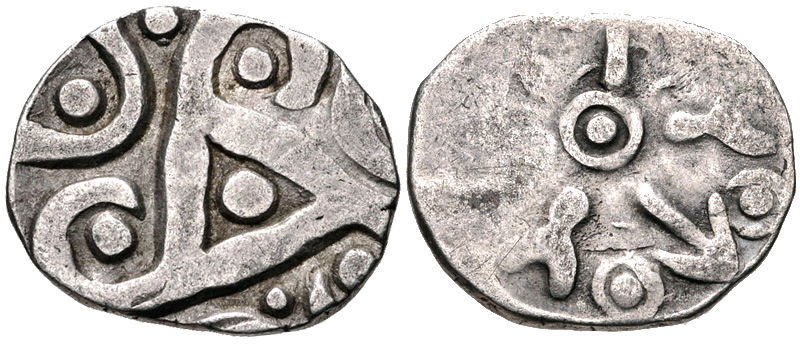
Moneda de Kuru, uno de los primeros ejemplos de acuñación en la India.

Muchos clanes más pequeños que se mencionan en las primeras obras literarias parecen haber estado presentes en el resto del subcontinente. Algunos de esos reinos eran hereditarios, mientras que otros elegían a sus gobernantes. Las «repúblicas» tempranas, como la confederación Vajji (o Vriji) se centraron en la ciudad de Vaishali, existieron desde el siglo VI a. C. y persistieron en algunas áreas hasta el siglo IV. La lengua culta en esa época era el sánscrito, mientras que las lenguas de la población general del norte de la India son llamadas prácritas. Muchos de los dieciséis estados se fusionaron para formar cuatro entidades mayores hacia 500 a. C. o 400 a. C., en tiempos de Buda Gautama. Esos cuatro estados fueron Vatsa, Avanti, Kosala y Maghada. La vida de Buda Gautama estuvo asociada principalmente con esos cuatro reinos. Ese período corresponde en un contexto arqueológico a la cultura de la cerámica negra pulida norteña.

### Los Upanishads y los movimientos shramánicos
Entre 800 y 400 a. C. se compusieron los primeros Upanishads. Los Upanishads son textos que forman la base teórica del hinduismo clásico y se conocen como Vedanta (conclusión de los Vedas). Los Upanishads más antiguos lanzaron ataques de intensidad creciente al ritual védico. En el Brihadaranyaka-upanishad, cualquiera que adorara a una divinidad diferente a la propia era considerado un animal doméstico de los dioses. El Mundaka-upanishad lanzó el ataque más mordaz al ritual, al comparar a los que valoraran el sacrificio con una embarcación insegura que era continuamente sorprendida por la vejez y la muerte.
La creciente urbanización de la India en el siglo siglo VII a. C. y siglo VI a. C. produjo el origen de nuevos movimientos ascéticos o shramánicos que desafiaron la ortodoxia de los rituales. Mahavira (ca. 549 a. C.-477 a. C.), partidario del jainismo y Buda Gautama (ca. 563 a. C.-483 a. C.), fundador del budismo, fueron los iconos más destacados de este movimiento. El Shramana dio origen al concepto del ciclo de nacimiento y muerte, el concepto de samsara, y el concepto de liberación. Buda encontró un camino medio que mejoró el ascetismo extremo encontrado en las religiones shramánicas.
En la misma época, Mahavira (24.º Tirthankara del jainismo) propagó una teología que más tarde se convertiría en el jainismo. Sin embargo, la ortodoxia jainista cree que las enseñanzas de los Tirthankaras son anteriores a todos los tiempos conocidos. De acuerdo con los investigadores, los últimos dos Tirthankaras, Pashvanatha y Mahavira, fueron figuras históricas. Rashabhanatha fue el primer Tinthankara. Se cree que los Vedas documentaron a algunos Tirthankaras y un orden ascético similar al movimiento shramánico.

### Las dinastías de Magadha

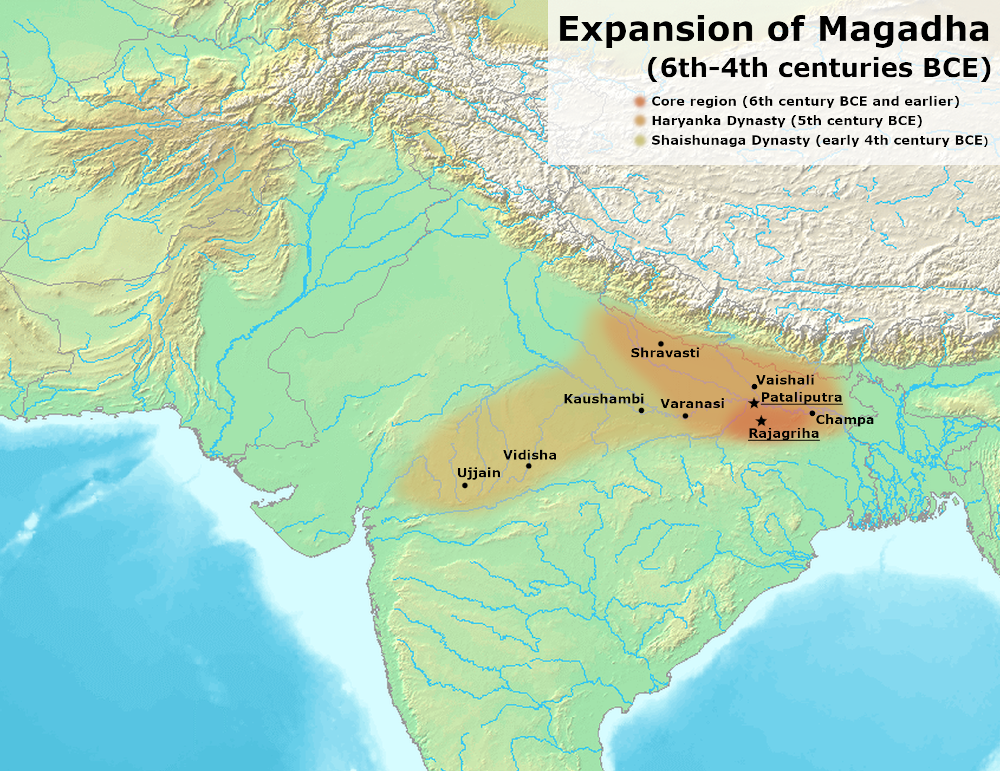
El Estado Magadha hacia 600 a. C., antes de expandirse desde su capital Rajagriha, durante las dinastías Haryanka y Shishunaga.

Magadha fue uno de los dieciséis mahajanapadas (en sánscrito: grandes países) o reinos de la antigua India. El área medular del reino fue el área de Bihar, al sur del Ganges; su primera capital fue Rajagriha (la moderna Rajgir), después Pataliputra (la moderna Patna). Magadha se expandió hasta incluir la mayor parte de Bihar y de Bengala con la conquista de Licchavi y Anga, respectivamente y posteriormente con gran parte del oriente de Uttar Pradesh y de Orissa. El antiguo reino de Magadha es muy mencionado en los textos jainistas y budistas. También se menciona en el Ramayana, en el Mahabharata y en los Puranas. La referencia más antigua al pueblo maghada se encuentra en el Atharvaveda, donde se listan junto con los angas, gandharis y mujavats. El reino Magadha tuvo un papel importante en el desarrollo del jainismo y del budismo, y dos de los más grandes imperios de la India, el Imperio maurya y el Imperio gupta, se originaron de Magadha. El reino Magadha incluía comunidades republicanas, como la comunidad de Rajakumara. Los poblados tenían sus propias asambleas, bajo el poder de jefes locales llamados gramakas. Sus administraciones estaban divididas en funciones ejecutiva, judicial y militar.

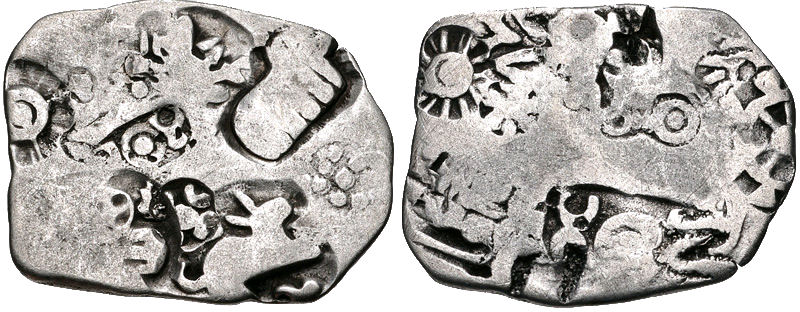
Monedas de Magadha durante la dinastía Shishunaga

El poema épico hindú Mahabharata menciona a Brihadratha como el primer gobernante de Magadha. Fuentes tempranas, el Canon Pali budista, los Agamas jainistas y los Pranas hindúes, mencionan que Magadha fue gobernada por la dinastía Haryanka durante 200 años, desde ca. 600 a. C. a 413 a. C.. El rey Bimbisara de la dinastía Haryanka llevó a cabo una activa política expansionista y conquistó Aga, en la actual Bengala Occidental. Bimbisara murió a manos de su hijo, el príncipe Ajatashatru. Durante ese período, Buda Gautama vivió gran parte de su vida en el reino Magadha. Alcanzó la iluminación en Bodh Gaya, dio su primer sermón en Sarnath y el primer consejo budista se reunió en Rajgriha. La dinastía Haryanka fue derrocada por la dinastía Shishunaga. El último gobernante shishunaga, Kalasoka, fue asesinado en 345 a. C. por Mahapadma Nanda, el primero de los llamados Nueve Nandas (Mahapadma y sus ocho hijos).

### Conquistas persa y griega del noroeste del subcontinente indio
En 530 a. C., Ciro el Grande, rey del Imperio persa aqueménida, cruzó las montañas del Hindukush para buscar tributo de las tribus de Kamboja, Gandhara y de la región transindia (en los actuales Afganistán y Pakistán). Hacia 520 a. C., durante el reinado de Darío I de Persia, gran parte de la región noroccidental del subcontinente (Pakistán y oriente de Afganistán) pasó a ser gobernada por el Imperio persa como parte de sus territorios más orientales. El área permaneció bajo control persa durante dos siglos. Durante esa época, la India suministró mercenarios al ejército persa que después combatirían en Grecia. Bajo el gobierno persa, la famosa ciudad de Takshashila se convirtió en un centro donde se mezclaban las enseñanzas védicas e iranias. La dominación persa en el noroeste de Asia meridional terminó con la conquista de Persia por Alejandro Magno en 327 a. C.
Hacia 326 a. C., Alejandro Magno ya había conquistado Asia Menor y el Imperio persa y había llegado a las fronteras noroccidentales del subcontinente indio. Ahí derrotó al rey Poros en la batalla del Hidaspes (cerca de la actual Jhelum, Pakistán) y conquistó gran parte del Punyab. La marcha de Alejandro hacia el este lo puso en confrontación con el Imperio Nanda de Magadha y el reino Gangaridai de Bengala. Su ejército, exhausto y temeroso ante la perspectiva de enfrentarse a ejércitos indios más numerosos en el río Ganges, se amotinó en el río Hyphasis (actual río Beas) y se negó a avanzar más al este. Alejandro, después de reunirse con su oficial Coeno y saber del poder del Imperio Nanda, se convenció de que lo mejor era regresar.
Las invasiones persas y griegas tuvieron repercusiones en las regiones noroccidentales del subcontinente indio. La región de Gandhara, en el actual occidente de Afganistán y noroeste de Pakistán, se convirtió en una mezcla de culturas india, persa, centroasiática y griega y dio origen a una cultura híbrida, el grecobudismo, que duraría hasta el siglo V d. C. y tendría influencia en el desarrollo artístico del budismo Mahayana.

### Imperio Maurya
El Imperio maurya (322-185 a. C.) fue el primer imperio en unificar el subcontinente indio en un estado, y fue el mayor imperio del mismo. En su mayor extensión, el Imperio Maurya se extendía al norte hasta las fronteras naturales de los Himalayas y, al este, en lo que actualmente es Assam. Al oeste, se extendía más allá del moderno Pakistán hasta los montes del Hindukush, en lo que hoy es Afganistán. El imperio fue establecido por Chandragupta Maurya, asistido por Chanakya (Kautilya) en Magadha (en el moderno estado de Bihar) cuando derrocó a la dinastía Nanda. El hijo de Chandragupta, Bindusara, accedió al trono alrededor de 297 a. C.. En el momento de su muerte, hacia 272 a. C., una gran parte del subcontinente estaba bajo la soberanía maurya. Sin embargo, la región de Kalinga (alrededor del actual Odisha) permaneció fuera del control maurya y quizás interfería con el comercio con la India meridional.

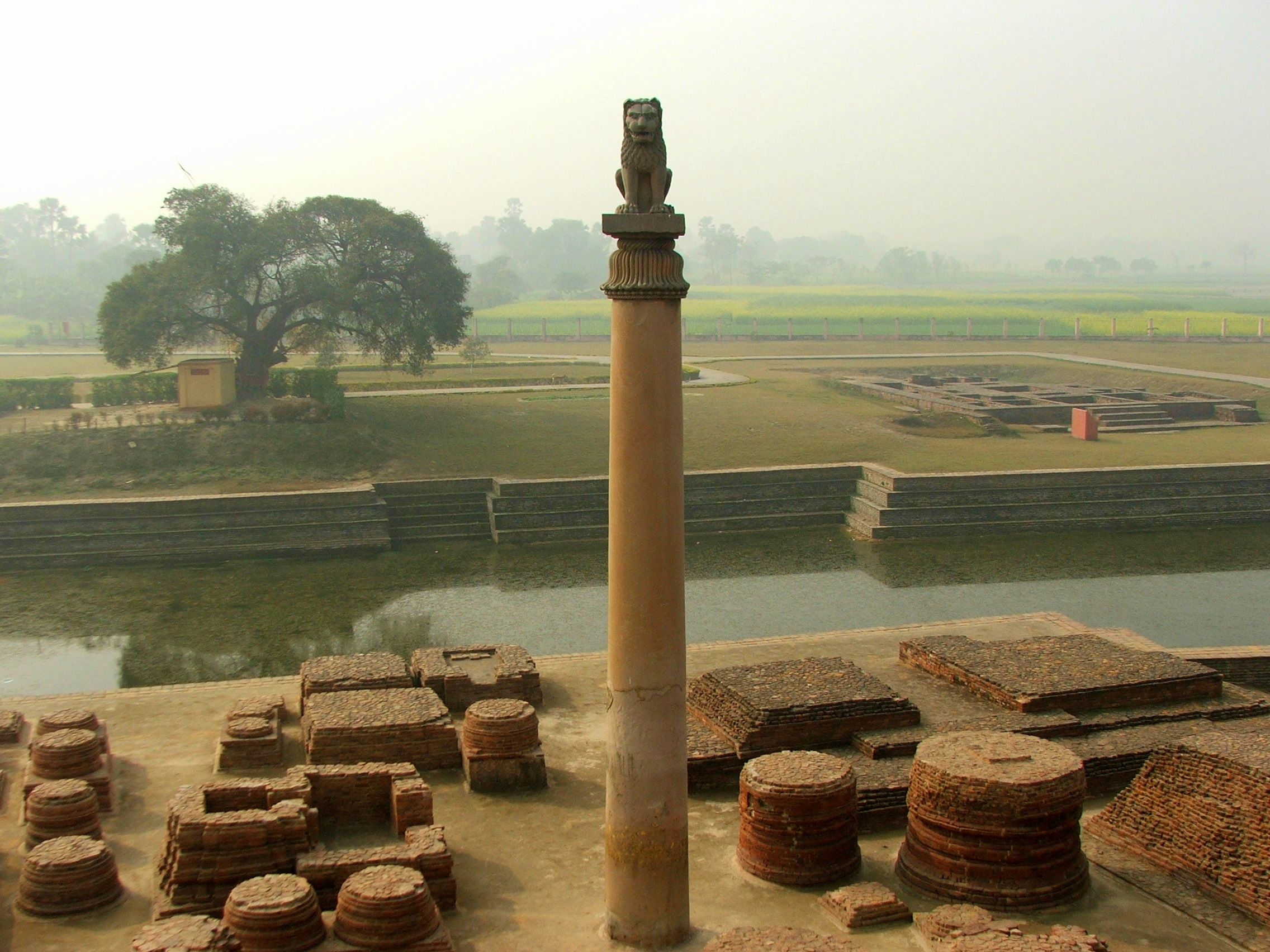
Pilar de Asoka en Vaishali,

Bindusara fue sucedido por Ashoka, cuyo reinado duró cerca de treinta y siete años hasta su muerte en ca. 232 a. C.. Su campaña contra Kalinga hacia 260 a. C., aunque exitosa, tuvo como resultado una inmensa miseria y pérdida de vidas. Por ello Ashoka, lleno de remordimiento, decidió evitar la violencia y abrazar el budismo. El imperio comenzó a declinar tras su muerte y el último gobernante maurya, Brihadratha, fue asesinado por Pushyamitra Shunga, quien estableció el Imperio Shunga.
El Artha-shastra y los edictos de Ashoka son los principales registros escritos de la época Maurya. Arqueológicamente, ese período se sitúa en la era de la cultura de la cerámica negra pulida norteña. El Imperio Maurya se basaba en una economía y sociedad modernas y eficientes. Sin embargo, la venta de mercancías estaba estrictamente regulada por el gobierno. Aunque no había banca en la sociedad maurya, la usura era una costumbre. Se han encontrado una cantidad importante de registros escritos sobre la esclavitud, lo que sugiere una prevalencia de la misma. Durante ese período se fabricó una gran cantidad de acero, llamado acero wootz, en el sur de la India, que sería exportado a China y Arabia.

### Período Sangam

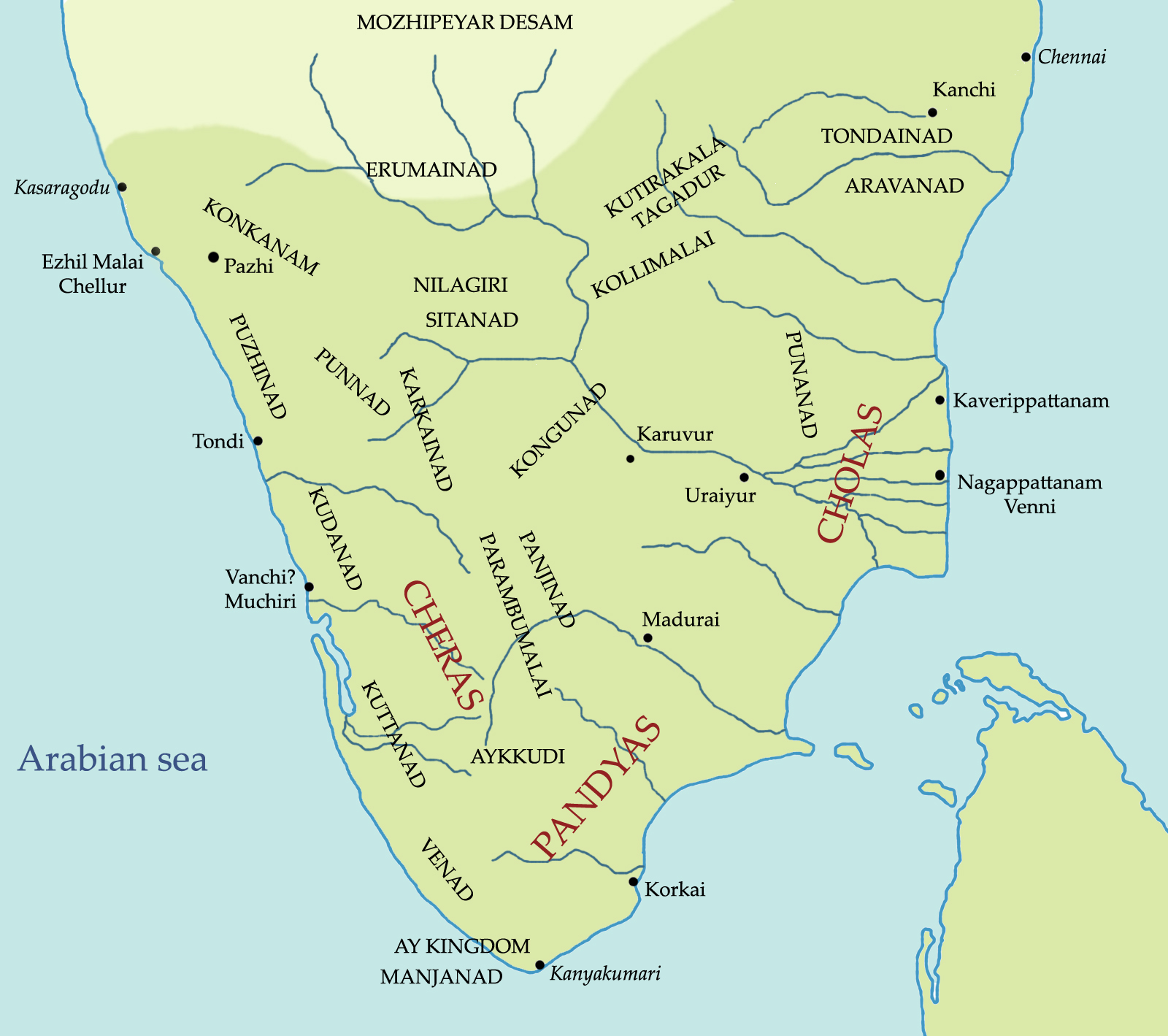
Tamilakam, en el extremo sur de la India, durante el período Sangam, gobernado por las dinastías Chera, Chola y Pandya.

Durante el período Sangam, la literatura tamil floreció desde el siglo III a. C. hasta el siglo IV d. C. Durante este período, tres dinastías tamiles, llamadas colectivamente los «Tres Reyes Coronados de Tamikalam»: la dinastía Chera, la dinastía Chola y la dinastía Pandya, gobernaron partes del sur de la India.
La literatura sangam aborda temas de historia, política, guerras y cultura del pueblo tamil durante este período. Los sabios del período Sangam surgieron de entre la gente común que buscó el patrocinio de los reyes tamiles, pero escribían sobre las personas comunes y sus preocupaciones. A diferencia de los escritores sánscritos que en su mayor parte eran brahmanes, lo escritores sangam provenían de diferentes clases sociales y principalmente no eran brahmanes. Pertenecían a diferentes credos y profesiones, como agricultores, artesanos, comerciantes, monjes, sacerdotes e inclusive príncipes, y muy pocos de ellos eran incluso mujeres.

## Período clásico (ca. 200 a.C.-1200 d.C.)
El período entre 200 a. C. y 1200 d. C. es la «Era clásica» de la India. Puede dividirse en varios subperíodos, según la periodización que se elija. El período clásico comienza después del declive del Imperio Maurya y el correspondiente surgimiento de la dinastía Satavahana, que comienza con Simuka en 230 a. C.. El Imperio gupta (siglo IV a. C.-siglo VI d. C.) es considerado la «era dorada» del hinduismo, si bien muchos reinos gobernaron la India en esos siglos. La literatura sangam floreció entre el siglo III a. C. y el siglo III d. C. en la India meridional. Durante ese período, se estima que la India tenía la mayor economía del mundo y controlaba entre una tercera y una cuarta parte de la riqueza del mundo.

### Período clásico temprano (ca. 200 a.C.-320 d.C.)

#### Dinastía Satavahana
El Imperio satavahana fue un imperio gobernado por una dinastía real india centrada en Amaravati, Andra Pradesh, así como en Junnar (Pune) y Prathisthan (Paithan) en Maharashtra. El territorio del imperio ocupó gran parte de la India desde 230 a. C. en adelante. Los Satavahanas comenzaron como feudatarios de la dinastía Maurya, pero declararon su independencia con el declive de esta última. Son conocidos como patrocinadores del hinduismo y del budismo, lo que dio origen a monumentos budistas de Ellora a Amaravathi. Los Satavahanas fueron uno de los primeros estados indios en acuñar monedas con sus gobernantes grabados. Formaron un puente cultural y tuvieron un rol importante en el comercio y en la transferencia de ideas y cultura entre la llanura indogangética y el extremo sur de la India. Tuvieron que competir con el Imperio Shunga y después con la dinastía Kanva de Magadha para establecer su dominio. Posteriormente, tuvieron un rol crucial en la protección de una gran parte de la India contra invasores extranjeros, como los sakas, yavanas y pahlavas. En particular, sus luchas contra los Kshatrapas occidentales continuaron durante un largo tiempo. Los gobernantes notables de la dinastía Satavahana, Gautamiputra Satakarni y Sri Yajna Satakarni, pudieron derrotar a los invasores extranjeros, como los Kshatrapas occidentales y detener su expansión. En el siglo III d. C., el imperio se dividió en estados más pequeños.

#### Imperio Shunga (185 a.C.-75 a.C.)
El Imperio shunga lo fundó una antigua dinastía india de Magadha que controló vastas zonas del subcontinente indio aproximadamente del el 187 a. C. al 78 a. C. La dinastía la fundó Pushyamitra Shunga, que destruyó el Imperio maurya. La capital del nuevo Estado fue Pataliputra, pero emperadores posteriores, como Bhagabhadra, también tuvieron su corte en Vidisha, en el oriente de Malwa. Pushyamitra Shunga reintó treinta y seis años; le sucedió su hijo Agnimitra. Hubo diez soberanos shunga, pero tras la muerte de Agnimitra, el imperio entró rápidamente en decadencia y se fue desintegrando; las inscripciones y monedas indican que gran parte del norte y del centro de la India estaba en poder de pequeños reinos  y ciudades-Estado que no estaban sometidos a la autoridad shunga. El imperio es notable por sus numerosas guerras contra potencias extranjeras e indígenas. Libraron batallas contra los kalingas, satavahanas, indogriegos y posiblemente los panchalas y mitras.
El arte, la educación, la filosofía y otras formas de conocimiento florecieron durante este período. De él se conservan pequeñas figuras de terracota, grandes esculturas de piedra y monumentos arquitectónicos como la estupa de Bharhut y la gran estupa de Sanchi. Los monarcas shunga ayudaron a establecer la tradición del mecenazgo real a la educación y el arte. La escritura usada en el imperio era una variante brahmi y se empleó para escribir el idioma sánscrito. El Imperio shunga descolló como patrocinador de la cultura india en un momento de apogeo del pensamiento hindú, actitud que favoreció el reforzamiento del Estado.

#### Reinos de noroeste y culturas híbridas

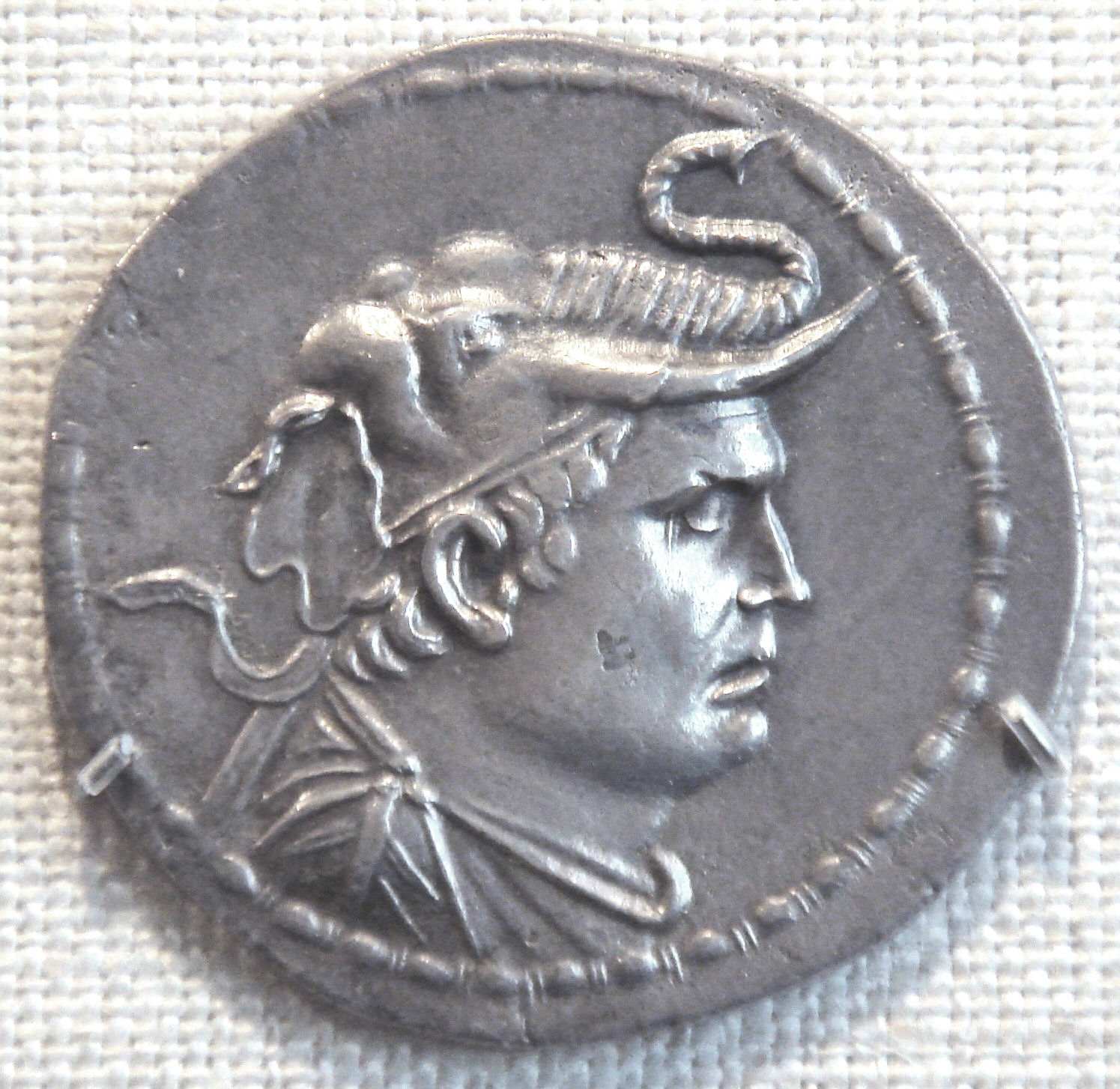
Demetrio I (ca. 205 a. C.-ca. 170 a. C.), fundador del reino indogriego, con un tocado de elefante, símbolo de sus conquistas en la India. Museo Metropolitano de Arte.

Los reinos del noroeste y las culturas híbridas del subcontinente indio incluyeron a los indogriegos, los indoescitas, los indopartos y los indosasánidas.
- Reino indogriego: el indogriego Menandro I, que reinó entre 155 a. C. y 130 a. C., condujo a los grecobactrianos fuera de Gandhara y más allá del Hindukush y se convirtió en rey poco después de su victoria. Sus territorios cubrían Panjshir y Kapisa en el actual Afganistán y se extendían a la región del Punyab, con muchos estados tributarios al sur y al este. La capital Sagala (actual Sialkot) prosperó enormemente bajo el gobierno de Menandro.[111] El texto clásico budista Milinda Pañha elogia a Menandro diciendo que no hubo «ninguno igual a Menandro en toda la India».[112] El reino, que duró casi dos siglos, fue gobernado por una sucesión de más de 30 reyes indogriegos, que frecuentemente estuvieron en conflicto entre ellos.
- Reino indoescita: los indoescitas eran descendientes de los sakas (escitas) que migraron desde el sur de Siberia a Pakistán y de Aracosia a la India desde mediados del siglo II a. C. al siglo I d. C. Desplazaron a los indogriegos y gobernaron un reino que se extendía desde Gandhara hasta Mathura. El poder de los gobernantes saka comenzó a declinar en el siglo II d. C., después de que los escitas fueron derrotados por el emperador del sur de la India Gautamiputra Satakarni de la dinastía Satavahana.[113][114] Posteriormente, el reino Saka fue completamente destruido por Chandragupta II del Imperio Gupta del este de la India en el siglo IV.[115]

- Reino indoparto: el reino indoparto fue gobernado por la dinastía gondofárida, nombrada así por su primer gobernante, Gondofares. Gobernaron partes de los actuales Afganistán, Pakistán y noroeste de la India,[116] durante el siglo I d. C. o poco antes. Durante la mayor parte de su historia, los reyes gondofáridas tuvieron Taxila (en la actual provincia pakistaní de Punyab) como su residencia y gobernaron desde ahí, pero durante los últimos años de la existencia del reino, la capital cambió ente Kabul y Peshawar. Estos reyes tradicionalmente han sido llamados indopartos, ya que su acuñación estuvo inspirada frecuentemente por la dinastía arsácida, pero probablemente pertenecían a grupos más amplios de tribus iranias que vivían al este de Partia propiamente dicha y no hay pruebas de que todos los reyes que ostentaron el título de gondófaros, que significa «portador de gloria», hayan estado relacionados.
- Reino indosasánida: el Imperio sasánida de Persia, que fue contemporáneo al Imperio Gupta, se expandió en la región del actual Baluchistán en Pakistán, donde la mezcla de las culturas india e irania dio origen a una cultura híbrida bajo el gobierno de los indosasánidas.

#### Comercio y viajes a la India

Ruta de la seda y comercio de especias, que conectaban la India antigua con el Viejo Mundo

El comercio de especias de Kerala atrajo a la India a comerciantes de todo el Viejo Mundo. Fuentes escritas tempranas y grabados de la Edad de Piedra del Neolítico indican que el puerto de Muziris, en Kerala, en la costa suroeste de la India, era un gran centro del comercio de especias, el “jardín de especias de la India”. Era el lugar a donde comerciantes y exportadores querían llegar, incluidos Cristóbal Colón, Vasco da Gama y otros.

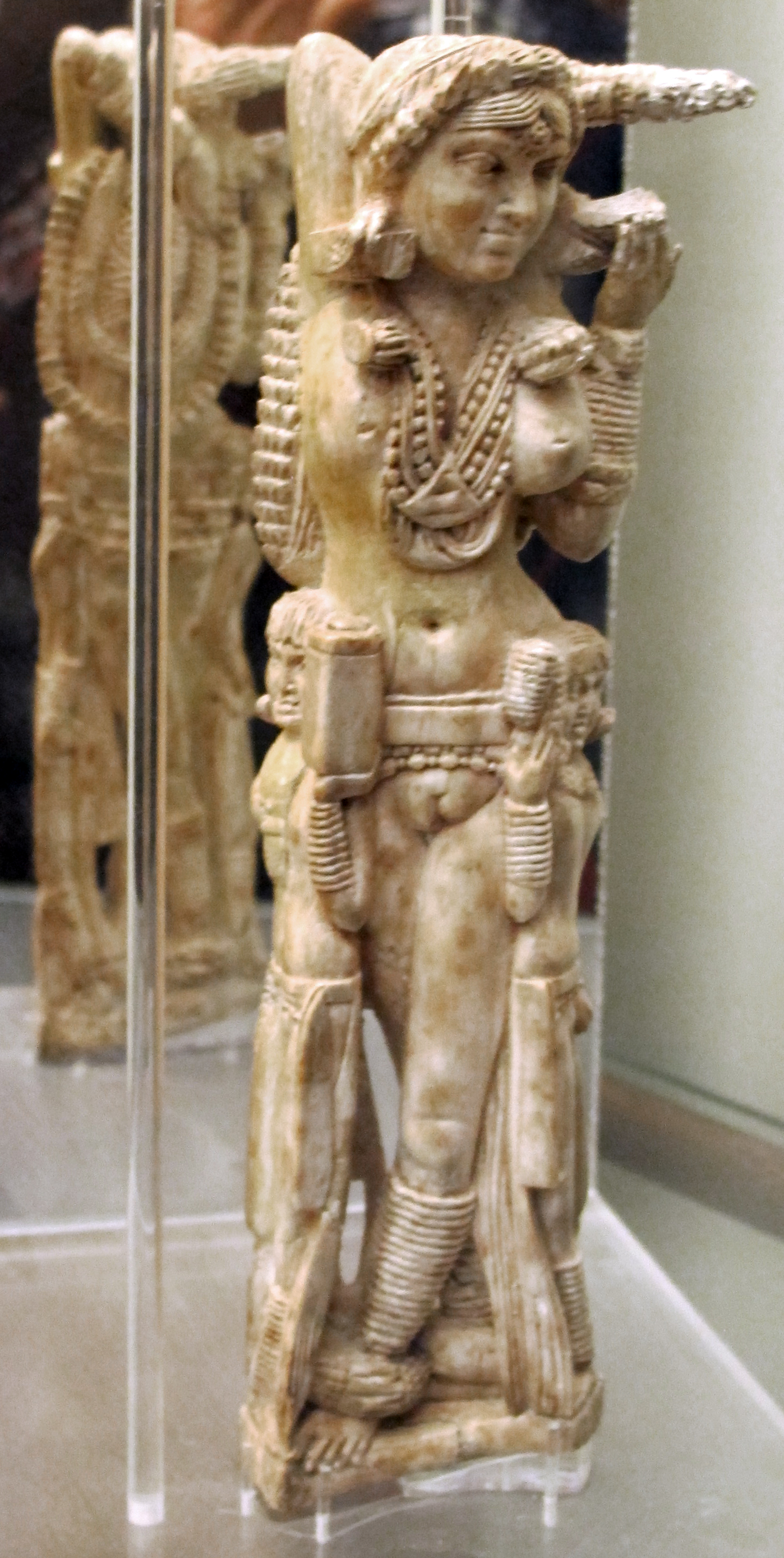
Lakshmi de Pompeya, testimonio de las relaciones entre Roma y la India en el

El budismo llegó a China a través de la ruta de la seda en el siglo I o II d. C. La interacción de culturas tuvo como resultado que varios viajeros y monjes chinos viajaran a la India. Los más notables fueron Faxian, Yijing, Song Yun y Xuanzang. Estos viajeros escribieron informes detallados del subcontinente indio, en los que incluyeron los aspectos políticos y sociales de la región.
Los establecimientos religiosos hindúes y budistas de Asia meridional llegaron a estar asociados con la actividad económica y el comercio ya que sus patrocinadores destinaron grandes fondos que después se utilizarían para beneficiar la economía local mediante la administración de la hacienda, la artesanía y la promoción de actividades comerciales. El budismo en particular se extendió con el comercio marítimo y promovió la acuñación, el arte y la alfabetización. Los mercaderes indios dedicados al comercio de especias llevaron la gastronomía india al sureste asiático, donde se hizo popular entre los nativos.
El mundo grecorromano comerciaba a través de la ruta del incienso y otras que unían Roma con la India. Durante el primer milenio, las rutas marítimas a la India estaban controladas por indios y etíopes, que se convirtieron en la potencia comercial marítima del mar Rojo.
Según Posidonio, posteriormente citado en la Geografía de Estrabón, el sistema de vientos monzónicos del océano índico fue empleado por primera vez por Eudoxo de Cícico en 118 a. C. o 116 a. C. Posidonio menciona a un marinero náufrago de la India que fue rescatado en el mar Rojo y llevado ante Tolomeo VIII en Alejandría. Estrabón se muestra escéptico de que lo anterior haya sido verdad. Los estudios modernos lo consideran relativamente creíble. Durante el siglo II a. C., barcos griegos e indios coincidían en puertos árabes como Adén. Otro navegante griego, Hípalo, recibe en ocasiones el crédito de haber descubierto la ruta de los vientos monzónicos a la India. Se ha llegado a aventurar que Hípalo quizá participase en las expediciones de Eudoxo.

#### Imperio kushán (30-375)
El Imperio kushán se expandió desde lo que actualmente es Afganistán por el noroeste del subcontinente bajo el liderazgo de su primer emperador, Kujula Kadphises, a mediados del siglo I d. C. Su origen procedía de una tribu de Asia central de lengua indoeuropea llamada los yuezhi, una rama de los cuales fue conocida como los kushán. En tiempos del nieto de Kujula Kadphises, Kanishka el Grande, el imperio de extendió hasta abarcar gran parte de Afganistán y después las partes norteñas del subcontinente indio hasta áreas tan lejanas como Saketa y Sarnath, cerca de Benarés.
El emperador Kanishka fue un gran patrocinador del budismo. Sin embargo, a medida que los kushán se expandían al sur, las deidades de sus monedas terminaron por reflejar su nueva mayoría hindú.
Los kushán jugaron un rol importante en el establecimiento del budismo en la India y en su expansión hacia Asia central y China.
Según el historiador Vicent Smith, Kanishka tuvo el papel de un segundo Asoka en la historia del budismo.
El imperio enlazó el comercio marítimo en el océano Índico con el comercio de la ruta de la seda e impulsó el comercio de largas distancias, en especial entre China y Roma. Los kushán llevaron nuevas tendencias al período naciente y de florecimiento del arte de Gandhara, que alcanzó su cima durante el gobierno kushán.
Hacia el siglo III, el Imperio kushán en la India se desintegró y su último gran emperador conocido fue Vasudeva I.

### Período clásico medio

#### Imperio gupta: la época dorada (320-550)
La India clásica fue el período histórico en el que gran parte del subcontinente indio estuvo unido y formó parte del Imperio gupta (aproximadamente de 320 a 550 d. C.). Se ha llamado a este período la «época dorada» de la India, que estuvo marcada por grandes avances en la ciencia, tecnología, ingeniería, el arte, la dialéctica, literatura, lógica, las matemáticas, la astronomía, religión y filosofía que materializaron los elementos de lo que se conoce como cultura hindú. Los números indoarábigos, un sistema de notación posicional, se originaron en la India y luego se extendieron por los territorios árabes y más tarde por Europa. Los primeros números indios solo consistían en nueve símbolos, hasta el período entre los años 600 y 800 d. C., cuando se desarrolló el símbolo de cero. La paz y prosperidad que reinaron en el imperio de los soberanos gupta permitieron la realización de empresas científicas y artísticas.
La cima de esta creatividad cultural son magníficas obras arquitectónicas, escultóricas y pictóricas. El período gupta produjo intelectuales como Kalidasa, Aryabhata, Varahamihira, Vishnu Sharma y Vatsyayana, quienes lograron grandes avances en muchos campos académicos. Fue un punto de inflexión en la cultura india: los Gupta realizaban sacrificios védicos para legitimar su gobierno, pero también apoyaron el budismo, que siguió siendo una alternativa a la ortodoxia brahmánica. Las hazañas militares de los tres primeros monarcas –Chandragupta I, Damadragupta y Chandragupta II– les permitieron someter gran parte de la India. La ciencia y la administración política florecieron durante la era gupta. Los estrechos lazos comerciales también hicieron de la región un importante centro cultural que influyó en los territorios vecinos como el archipiélago malayo, Birmania, Ceilán e Indochina.
Los últimos gupta resistieron con éxito las acometidas de los reinos del noroeste hasta la llegada de los hunos alchon, quienes se establecieron en Afganistán hacia la primera mitad del siglo V y tuvieron por capital Bamiyán. Sin embargo, gran parte del Decán y el sur de la India no se vieron afectados por estos acontecimientos en el norte.

#### Dinastía Vakataka (c. 250-c. 500)
El Imperio Vakataka se originó en el Decán a mediados del siglo III d. C. Se cree que su estado se extendía desde los límites sureños de Malwa y Guyarat, en el norte, hasta el río Tungabhadra, en el sur, y desde el mar Arábigo, en el oeste, hasta la frontera de Chhattisgarh, en el este. Fueron los sucesores más importantes de los Satavahanas en el Decán y contemporáneos de los guptas en la India septentrional.
Los Vakatakas son conocidos por haber sido protectores de las artes, de la arquitectura y la literatura. Patrocinaron muchas obras públicas y algunos de sus monumentos son un legado que aun se conserva. Las viharas y chaytias de las grutas de Ajanta, una serie de treinta monumentos tallados en roca, se construyeron con el patrocinio del emperador Vakataka Harishena.

#### Reino Kamarupa (350-1140)
La inscripción del pilar de Allahabad de Samudragupta del siglo IV menciona a Kamarupa (Assam occidental) y Davaka (Assam central) como reinos vecinos del Imperio Gupta. Davaka fue absorbido por Kamarupa, que creció hasta convertirse en un gran reino que se extendía desde el río Karatoya hasta cerca de la actual ciudad de Sadiya, y comprendía todo el valle del Brahmaputra, el norte de Bengala, partes de Bangladés y en ocasiones Purnea y partes de Bengala Occidental.
Kamarupa fue gobernado por tres dinastías: Varman (ca. 350-650), Mlechchha (ca. 655-900) y Pala (900-1100), quienes tuvieron como capitales Guwahati (Pragiyotishpura), Tezpur (Haruppeswara) y Gauhati del Norte (Durjaya), respectivamente. Las tres dinastías afirmaban ser descendientes de Narakasura, un inmigrante de Aryavarta. Durante el reinado del rey varman Bahskar (ca. 600-650), el viajero chino Xuanzang visitó la región y dejó registro sus viajes. Más tarde, después de su decadencia y desintegración, la tradición Kamarupa se extendió en ciertos aspectos hasta ca. 1255 con las dinastías Lunar I (ca. 1120-1185) y Lunar II (ca. 1155-1255).

#### Dinastía Pallava (275-897)
Como con los Gupta en el norte, los Pallava fueron grandes patrocinadores del desarrollo sánscrito en el sur del subcontinente indio entre los siglos IV y IX. En el reino Pallava aparecieron las primeras inscripciones sánscritas en escritura Grantha. Los primeros pallavas tuvieron diferentes lazos con los países del sureste asiático. Los pallavas utilizaron la arquitectura dravidiana para construir templos y academias hindúes muy importantes en Mamallapuram, Kanchipuram y otros sitios; durante su gobierno emergieron grandes poetas. La práctica de dedicar templos a diferentes deidades se puso de moda y fue seguida por la arquitectura y escultura refinadas de los templos de estilo Vastu shastra.
Los pallavas alcanzaron la cima de su poderío durante el reino de Mahendravarman I (571-630) y Narasimhavarman I (630-668) y dominaron la región telugu y la parte norteña de la región tamil durante aproximadamente seiscientos años hasta finales del siglo IX.

#### Dinastía Kadamba

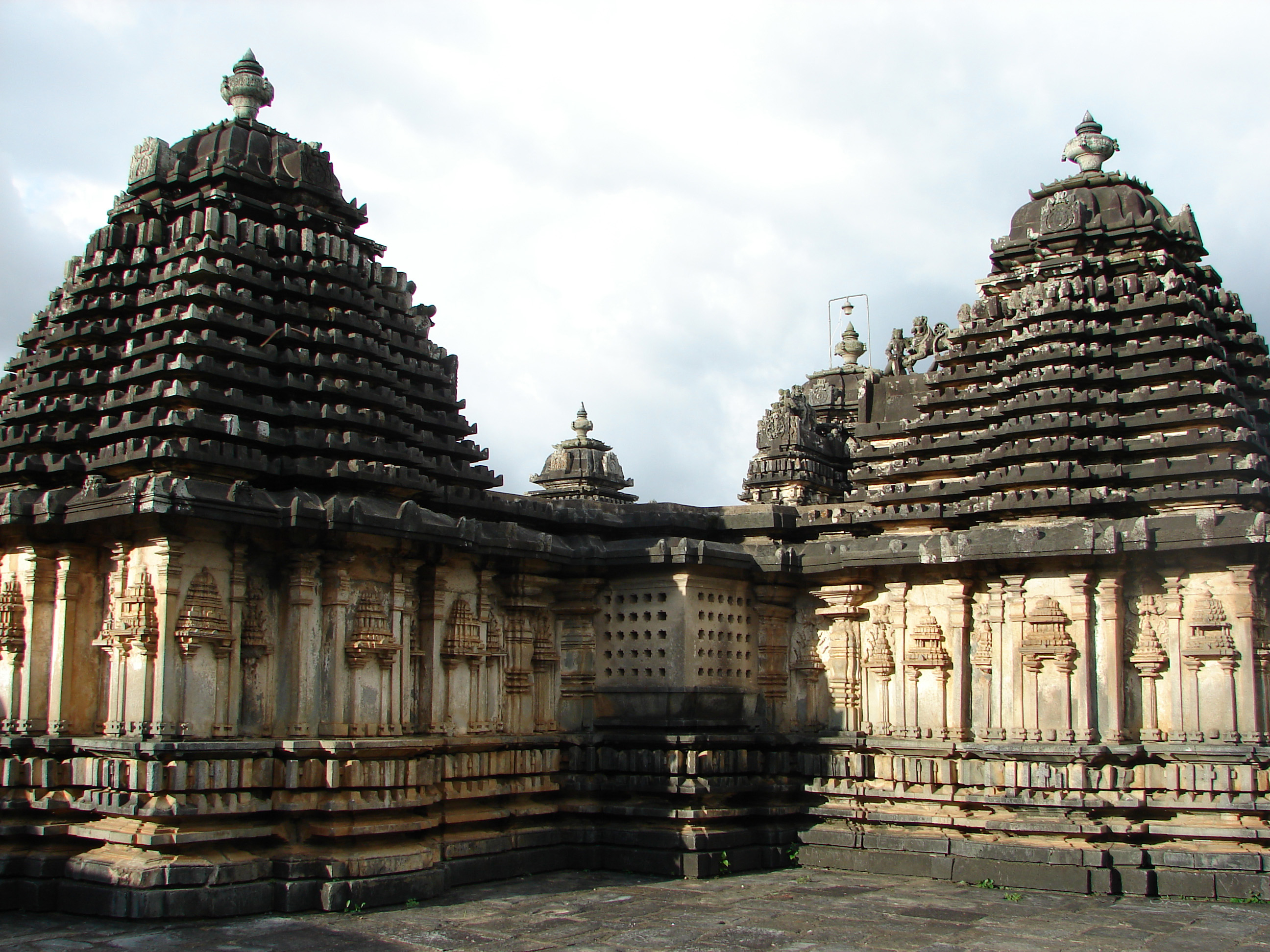
Torres Kadamba en Doddagaddavalli

Los Kadamba se originaron en Karnataka, India. La dinastía fue fundada por Mayurasharma en 345 y posteriormente mostraría un potencial de desarrollo de proporciones imperiales, indicios de lo cual se proporcionan por los títulos y epítetos asumidos por sus gobernantes. El rey Mayurasharma derrotó a los ejércitos de los Pallava de Kanchi posiblemente con ayuda de algunas tribus nativas. La fama de los Kadamba alcanzó su punto máximo durante el reinado de Kakushthavarma, un gobernante notable con el que incluso los reyes de la dinastía Gupta tejieron alianzas matrimoniales. Los Kadamba fueron contemporáneos de la Dinastía Ganga Occidental y juntas, ambas dinastías formaron los reinos nativos más antiguos que gobernaron el país con absoluta autonomía. Tras su declive, la dinastía continuó gobernando como feudataria de imperios Kannada mayores, los imperios Chalukya y Rashtrakuta, durante otros quinientos años, tiempo en el que se ramificó en dinastías menores como los Kadamba de Goa, los Kadamba de Halasi y los Kadamba de Hangal.

#### Los hunos alchon

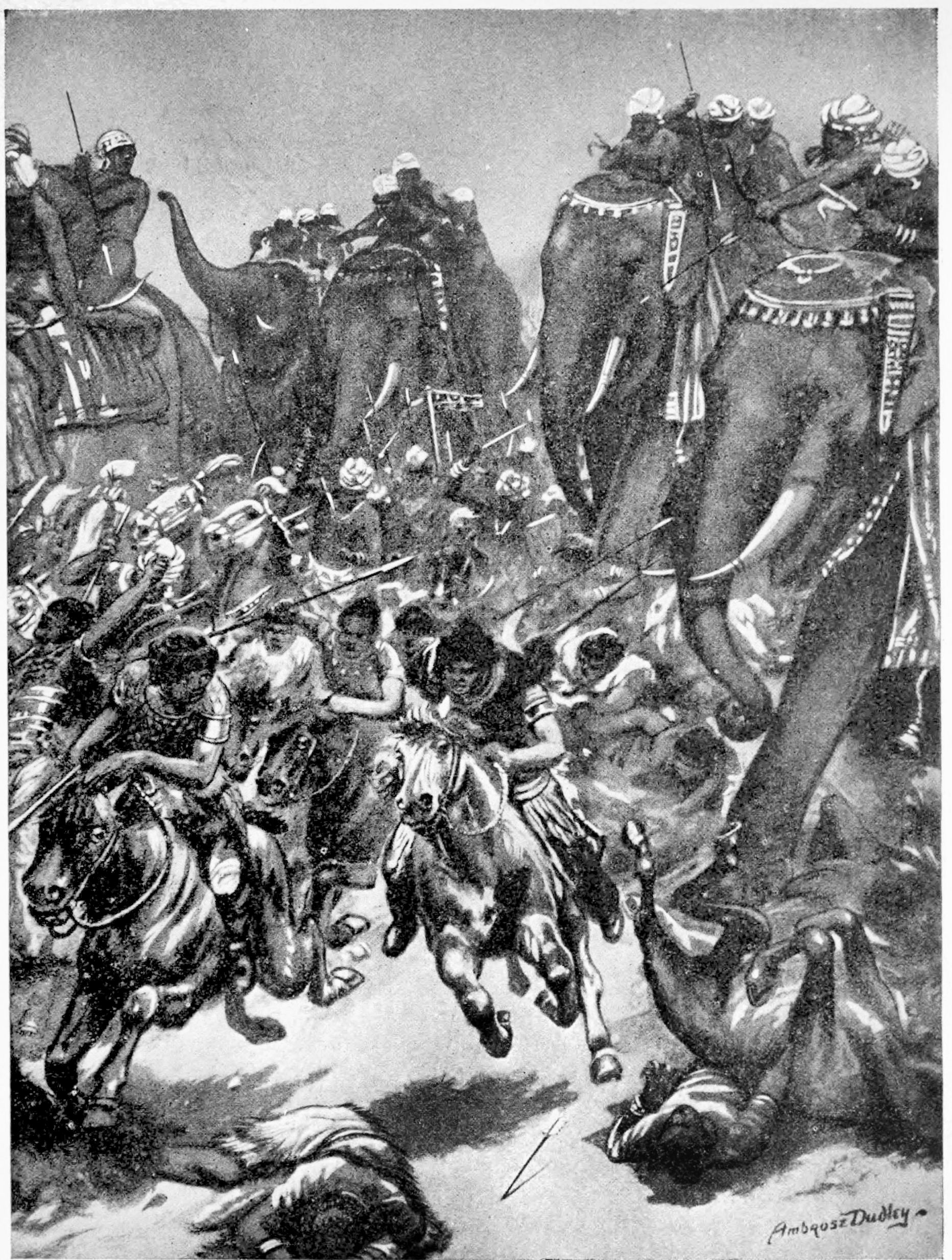
La derrota de los hunos alchon por el rey Yasodharman en 528 d. C.

Los indoheftalitas (o hunos alchon) fueron una confederación nómada de Asia central durante la Antigüedad tardía. Los hunos alchon se establecieron en lo que hoy es Afganistán hacia la primera mitad del siglo V. Encabezados por su líder militar Toramana, invadieron la región norteña de Pakistán y el norte de la India. El hijo de Toramana, Mihirakula, un hindú shivaísta, se trasladó al este hasta cerca de Pataliputra y hasta Gwalior en el centro de la India. Hiuen Tsiang narra la persecución despiadada que Mihirakula hizo de los budistas y la destrucción de sus monasterios, si bien la descripción es discutida en cuanto a su autenticidad se refiere. Los hunos fueron derrotados por una alianza de gobernantes indios, el marajá (gran rey) Yasodharman de Malwa y el emperador Gupta Narasimhagupta en el siglo VI. Algunos fueron expulsados de la India y otros se asimilaron en la sociedad india.

#### El imperio de Harsha

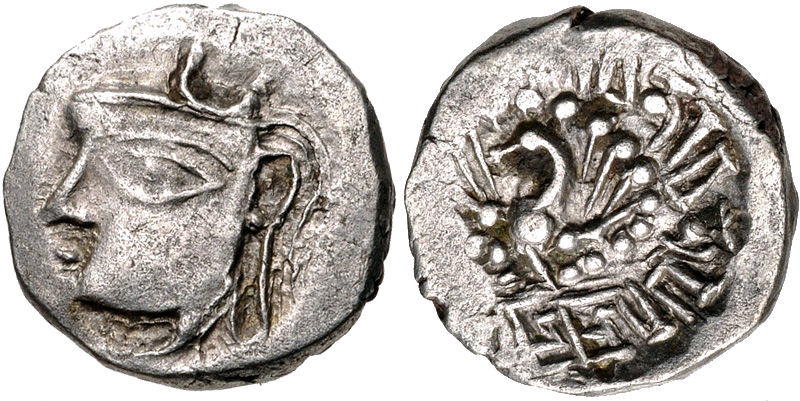
Moneda de Harsha, ca. 606-647, con un Garuda a la derecha

Harsha gobernó el norte de la India desde 606 a 647. Fue hijo de Prabhakarvardhana y hermano menor de Rajyavardhana, quienes fueron miembros de la dinastía Pushyabhuti y gobernaron Thanesar, en lo que actualmente es el estado de Haryana.
Tras la caída del Imperio Gupta a mediados del siglo VI, en el norte de la India volvieron a predominar repúblicas y estados monárquicos pequeños. El vacío de poder ocasionó el surgimiento de la dinastía Vardhana de Thanesar, que comenzaron a unir las repúblicas y monarquías desde el Punyab hasta el centro de la India. Después de la muerte del padre y el hermano de Harsha, los representantes del imperio coronaron a Harsha emperador en una asamblea en abril de 606 y le dieron el título de marajá cuando solo contaba 16 años. En la cima de su poder, el imperio abarcaba gran parte del norte y noroeste de la India, se extendía al este hasta Kamarupa y al sur hasta el río Narmada. Harsha hizo de la ciudad de Kannauj (en el estado de Uttar Pradesh) su capital y gobernó hasta 647.
La paz y prosperidad que dominaron hicieron de la corte de Harsha un centro cosmopolita que atrajo intelectuales, artistas y visitantes religiosos desde lugares muy lejanos. Durante esta época, Harsha se convirtió del culto a Surya al budismo. El viajero chino Xuanzang visitó la corte de Harsha y escribió juicios favorables de él al elogiar su justicia y generosidad. Su biografía, Harshacharita (“Los hechos de Harsha”), escrita por el poeta Banabhatta, describe su asociación con Thanesar, además de mencionar la muralla defensiva, un foso y el palacio con una dhavalagriha (casa blanca) de dos plantas.

### Período clásico tardío (ca. 650-1200)
El período clásico tardío en el subcontinente indio comenzó después del fin del Imperio Gupta y el colapso del Imperio de Harsha en el siglo VII que ocasionó la lucha tripartita, y terminó en el siglo XIII con el surgimiento del sultanato de Delhi en el norte de la India y el final de los cholas tardíos en la India meridional con la muerte de Rajendra Chola III en 1279.
Desde el siglo V al siglo XIII, declinaron los sacrificios srauta, mientras que tradiciones iniciáticas del budismo, jainismo, o más comúnmente del shivaísmo, visnhuísmo y shaktismo se expandieron por las cortes reales. Este período produjo una parte del arte más refinado de la India, considerado el epítome del desarrollo clásico y el desarrollo de los sistemas espirituales y filosóficos que siguieron siendo el hinduismo, el budismo y el jainismo.
El budismo indio del noroeste se debilitó en el siglo VI después de la invasión de los hunos alchon. La invasión de Mohamed ben Qasim en Sind (actual Pakistán) en 711 propició un mayor declive del budismo. El Chach Nama da testimonio de muchos casos de conversión de estupas a mezquitas, por ejemplo en Nerun.
En el siglo VII, Kumarila Bhatta formuló su escuela de filosofía Mimamsa y defendió la postura de los rituales védicos contra los ataques budistas. Su éxito dialéctico contra el budismo es confirmado por el historiador budista Tathagata, quien reporta que Kumarila derrotó a los discípulos de Buddhapalkita, Bhavya, Dharmadasa y otros.
En el siglo VIII, Adi Shankara viajó por el subcontinente indio para propagar y extender la doctrina de Advaita Vedanta, la cual se consolidó, y recibe el crédito de haber unificado las características principales del pensamiento hinduista. Fue un crítico del budismo y de la escuela Minamsa del hinduismo y fundó mathas (monasterios) en los cuatro puntos cardinales del subcontinente para la expansión y desarrollo de la Advaita Vedanta.
Ronald Ingen escribe que hacia el siglo VIII, «los símbolos de los dioses hindúes remplazaron a Buda en el centro imperial y en la cima del sistema cosmopolítico, la imagen o el símbolo de los dioses hindúes llega a alojarse en un templo monumental y se le ofrece una adoración puya elaborada de estilo imperial. Aunque el budismo no desapareció de la India durante varios siglos después del siglo VIII, la proclividad real a los cultos de Vishnú y Shiva debilitaron la posición del budismo dentro del contexto sociopolítico y contribuyó a hacer posible su debilitamiento».
Del siglo VIII al siglo X, tres dinastías se disputaron el control del norte de la India: los Gurjara-Pratihara de Malwa, los Pala de Bengala y los Rashtrakutas del Decán. La dinastía Sena tomaría después el control del Imperio Pala y los Gurjara-Pratihara se fragmentarían en varios estados, en especial en los paramaras de Malwa, los chandelas de Bundelkhand, los kalachuris de Mahakoshal, los tomaras de Haryana y los chauhan de Rajputana. Esos fueron algunos de los primeros reinos rajput. Un rajput gujar de un clan Chauhan, Prithvi Raj Chauhan, fue conocido por sus sangrientos conflictos contra los sultanatos túrquicos en expansión. La dinastía rajput de los chandelas es reconocida por el complejo de templos de Khajuraho.
El Imperio Chola emergió como una gran potencia durante el reinado de Raja Raja Chola I y Rajendra Chola I, quienes de manera exitosa invadieron partes del sureste asiático y de la actual Sri Lanka en el siglo XI. Lalitaditya Muktapida, que reinó entre 724 y 760, fue un emperador de la dinastía Karkota de Cachemira, dinastía que ejerció influencia en el noroeste de la India desde 625 a 1003 y que fue sucedida por la dinastía Lohara. Kalhana en su ‘’Rajatarangini’’ da el crédito al rey Lalitaditya de encabezar una agresiva campaña militar en el norte de la India y en Asia central.
La dinastía Shahi hindú gobernó partes del oriente de Afganistán, del norte de Pakistán y Cachemira, desde mediados del siglo VII a principios del siglo XI. En tanto, en Odisha, el Imperio Ganga Oriental alcanzó el poder; fueron notables por su avanzada arquitectura hindú —en particular en templo de Jagannath y el templo de Suria de Konark— y por ser protectores del arte y la literatura.

#### Imperio Chalukya (543-753)
El Imperio chalukya gobernó grandes partes del sur y centro de la India entre los siglos VI y XII. Durante este período, los chalukyas gobernaron como tres dinastías relacionadas. La dinastía más antigua, conocida como los chalukyas de Badami, gobernaron desde Vatapi (moderna Badami) desde mediados del siglo VI. Los chalukyas de Badami comenzaron a reivindicar su independencia en la decandencia del reino Kadamba de Banavasi y rápidamente alcanzaron una posición dominante durante el reino de Pulakashin II. El gobierno de los chalukyas marca un hito importante en la historia de la India meridional y una era dorada en la historia de Karnataka. La atmósfera política de la India meridional cambió de pequeños reinos a grandes imperios con el ascenso de los chalukyas de Badamia. Un reino centrado en el sur de la India tomó el control y agrupó toda la región localizada entre los ríos Kaveri y Narmada. El surgimiento de este imperio fue testigo del nacimiento de una administración eficiente, de un comercio de ultramar y del desarrollo de un nuevo estilo arquitectónico llamado “arquitectura Chalukya”. La dinastía de los chalukyas gobernó partes del sur y centro de la India desde lacapital, Badami, en Karnatka, entre 550 y 750, y después nuevamente desde Kalyani, entre 970 y 1190.
La dinastía de los chalukyas de Guyarat fue una rama de los chalukyas. Su capital en Anhilwara (actual ciudad de Patan) fue una de las ciudades más grandes de la India clásica, con una población estimada de 100 000 habitantes en el año 1000.

#### Imperio rashtrakuta (753-982)
Fundado por Dantidurga alrededor de 753, el Imperio rashtrakuta gobernó desde su capital en Manyakheta durante casi dos siglos. En su apogeo, los rashtrakuta gobernaron desde el doab entre los ríos Ganges y Yamuna en el norte hasta el cabo Comorín en el sur, una época fructífera de expansión política, hazañas arquitectónicas y contribuciones literarias famosas.
Los primeros gobernantes de esta dinastía fueron hindúes, pero los posteriores estuvieron fuertemente influidos por el jainismo. Govinda III y Amoghavarsha fueron los más famosos de una larga sucesión de administradores producidos por la dinastía. Amoghavarsha, que gobernó por sesenta y cuatro años, fue también escritor y escribió el Kavirajamarga, la primera obra poética conocida en idioma canarés. La arquitectura alcanzó un hito en el estilo dravidiano, cuyo mejor ejemplo es el templo Kailasanath de Ellora. Otras contribuciones importantes son las esculturas de las grutas de Elefanta en Maharastra, así como el templo hindú Kashivishvanatha y el templo jainista Narayana en Pattadakal en la Karnataka moderna.
El viajero árabe Suleimán describió al Imperio rashtrakuta como uno de los cuatro grandes imperios del mundo. El período Rashtrakuta marcó el comienzo de la edad dorada de las matemáticas en el sur de la India. El gran matemático Mahavira vivió en el Imperio rashtrakuta y sus textos tuvieron un impacto enorme en los matemáticos medievales del sur de la India que vivieron después de él. Los emperadores rashtrakutas también fueron mecenas de hombres de letras que escribieron en una variedad de idiomas, desde el sánscrito hasta los dialectos apabhraṃsas.

#### Imperio Pala (siglosVIIIaXII)
El Imperio Pala fue fundado por Gopala I y fue gobernado por una dinastía budista de Bengala en la región oriental del subcontinente indio. Aunque los Pala eras seguidores de las escuelas mahayana y tántrica del budismo, también apoyaron el shivaísmo y el vishnuismo. El morfema pala, que significa “protector”, se usó como un sufijo para los nombres de todos los monarcas Pala.
El imperio alcanzó su apogeo con Charmapala y Devapala. Se cree que Dharmapala conquistó Kanauj y que extendió su influencia hasta los límites más lejanos del subcontinente indio en el noroeste. El Imperio Pala puede considerarse como la era dorada de Bengala en muchos aspectos. Dharmapala fundó la universidad de Vikramashila y revivió Nalanda, considerada una de las primeras grandes universidades de la historia. Nalanda alcanzó su apogeo bajo el mecenazgo del Imperio Pala. Los Pala también construyeron muchos viharas. Mantuvieron lazos culturales estrechos con países del sureste asiático y el Tíbet. El comercio marítimo contribuyó ampliamente a la prosperidad del Imperio Pala. El comerciante árabe Suleimán escribió sobre lo enorme del ejército Pala en sus memorias.

#### Imperio Chola
Los Chola medievales alcanzaron prominencia a mediados del siglo IX y establecieron el mayor imperio del sur de la India que se hubiera visto. Los Chola unificaron exitosamente el sur de la India bajo su égida y por medio de su fuerza naval extendieron su influencia en países del sureste asiático, como Srivijaya. Con Rajaraja Chola I y sus sucesores Rajendra Chola I, Rajadhiraja Chola, Virarajendra Chola y Kulothunga Chola I la dinastía se convirtió en una potencia militar, económica y cultural en Asia del sur y del sureste. Los barcos de Rajendra Chola I fueron incluso más lejos y ocuparían las costas desde Birmania hasta Vietnam, las islas Nicobar y Andamán, las islas Laquedivas, Sumatra y la península malaya en el sureste asiático. El poder del nuevo imperio fue anunciado al mundo oriental por la expedición al Ganges que Rajandra Chola I emprendió y por la ocupación de ciudades del imperio marítimo de Srivijaya en el sureste asiático, así como por las embajadas a China.
Los Chola dominaron los asuntos políticos de Sri Lanka durante más de dos siglos por medio de repetidas invasiones y ocupaciones. También tuvieron continuo contacto comercial con los árabes en el oeste y con el Imperio chino en el este. Rajaraja Chola I y su hijo Rajendra Chola I dieron unidad política a la totalidad del sur de la India y establecieron el Imperio Chola como una potencia marítima respetada. Con los Chola, el sur de la India alcanzó nuevas cimas en el arte, la religión y la literatura. En todas estas esferas, el período Chola marcó la culminación de los movimiento que habían comenzado en un período anterior con los Pallava. La arquitectura monumental en forma de templos majestuosos y escultura en piedra y bronce alcanzaron una refinación nunca antes alcanzada en la India.

#### Imperio de los chalukya occidentales (973-1189)
El Imperio de los chalukya occidentales gobernó la mayor parte del Decán occidental, en el sur de la India, entre los siglos X y XII. Vastas áreas entre el río Narmada en el norte y el río Kaveri en el sur quedaron bajo control chalukya. Durante este período las otras familias gobernantes del Decán, los Hoysala, los Seuna o yavadas de Devagiri, la dinastía Kakatiya y los Kalachuri del sur, estaban subordinadas a los Chalukya occidentales y ganaron su independencia solo cuando el poder de los chalukyas declinó durante la segunda mitad del siglo XII. Los chalukyas occidentales desarrollaron un estilo arquitectónico de transición entre el estilo de la primera dinastía Chalukya y el del Imperio hoysala posterior. La mayoría de sus monumentos están en los distritos que rodean el río Tungabhadra, en el centro del actual estado de Karnataka. Ejemplos bien conocidos son el templo Kasivisvesvara, en Lakkundi, el templo Mallikarjuna, en Kuruvatti, el templo Kallesvara, en Bagali, y el templo de Mahadeva, en Itagi. Este fue un período importante en el desarrollo de las bellas artes en el sur de India, particularmente en la literatura, ya que los reyes chalukyas occidentales estimularon a escritores en lengua canaresa y sánscrita como el filósofo y estadista Basava y el gran matemático Bhaskara II.

#### Primeras incursiones islámicas en el subcontinente indio
La primera literatura islámica indica que la conquista del subcontinente indio fue una de las ambiciones más tempranas de los musulmanes, aunque se reconocía como particularmente difícil. Después de conquistar Persia, el califato Omeya árabe incorporó partes de lo que ahora son Afganistán y Pakistán alrededor de 720.
El libro Chach Nama narra el período de la dinastía brahmán después de la extinción de la dinastía Rai y del ascenso al trono del chach de Alor y hasta la conquista árabe de Muhammad bin Qasim, a principios del siglo VIII, cuando derrotó al último monarca hindú de la región de Sind, el rajá Dahir.
En 712, el general árabe musulmán bin Qasim conquistó la mayor parte de la región del bajo Indo, en el Pakistán moderno, para el califato Omeya, y la incorporó como la provincia de As-Sindh, con capital en Al-Mansurah (en Sind, Pakistán), localizada a unos 70 km al norte de la actual Hyderabad. Después de varias incursiones, los reyes hindúes del este del Indo derrotaron a los árabes en varias campañas omeyas y de esa manera detuvieron su expansión y los contuvieron en Sind. Vikramaditya II del Imperio chalukya, Nagabhata I de la dinastía pratihara y Bappa Rawal de la dinastía Guhilot, rechazaron así a los invasores árabes a principios del siglo VIII.
Varios reinos islámicos (sultanatos) bajo gobernantes tanto extranjeros como rajputs, entonces recientemente conversos, se establecieron durante algunos siglosen el noreste del subcontinente (hoy en Afganistán y Pakistán). Desde el siglo X, Sind fue gobernada por rajputs de la dinastía Soomra y después, a mediados del siglo XIII, por rajputs de la dinastía Samma. Además, florecieron comunidades musulmanas de comerciantes a lo largo de la costa del sur de la India, en especial en la costa occidental, donde los comerciantes musulmanes llegaban en pequeño número, principalmente procedentes de la península arábiga. Esto marcó la introducción de una tercera religión abrahámica, tras el judaísmo y el cristianismo, frecuentemente en forma puritana. Mahmud de Gazni, a principios del siglo XI, incursionó principalmente en las zonas noroccidentales del subcontinente indio en 17 ocasiones, pero no buscaba establecer un dominio permanente en esas áreas.

#### Los shahi hindúes
Las dinastías Shahi de Kabul gobernaron el valle de Kabul y Gandhara (en los actuales Pakistán y Afganistán) desde la decadencia del Imperio kushán en el siglo III hasta principios del siglo IX. Los shahis se dividen generalmente en dos eras: los shahis budistas y los shahis hindúes, con el cambio entre ellas alrededor de 870. El reino se conoció como el Shahan de Kabul o Ratbelshahan de 565 a 670, cuando las capitales se localizaron en Kapisa y Kabul, y después en Udabhandapura, también conocida como Hund.
Los shahis hindúes, con su rey Jayapala, son conocidos por su lucha para defender su reino contra los gaznávidas, en la región del este de Afganistán y Pakistán. Jayapala vio un peligro en la consolidación de los gaznávidas e invadió su capital de Ghazni, tanto durante el reinado de Sebuktigin como en el de su hijo Mahmud, con lo cual iniciaron los conflictos entre los gaznávidas musulmanes y los shahis hindúes. Sin embargo, Sebuktigin derrotó a Jayapala y lo forzó a pagar una indemnización. Jayapala incumplió el pago y volvió al campo de batalla. No obstante, Jayapala perdió el control de la región completa entre el valle de Kabul y el río Indo.
Jayapala reunió un gran ejército de hindúes punyabíes. Cuando Jayapala entró en la región del Punyab, su ejército ascendía a 100 000 unidades de caballería e innumerables unidades de infantería. Sin embargo, su ejército no tuvo oportunidad contra las fuerzas occidentales, en particular contra el joven Mahmud de Ghazni. En el año 1001, poco tiempo después el sultán Mahmud llegó al poder y se mantuvo ocupado contra los qarakánidas al norte del Hindukush, Jayapala atacó Ghazni una vez más, pero sufrió otra derrota de manos de las poderosas fuerzas gaznávidas, cerca de la actual Peshawar. Después de la batalla de Peshawar, Jayapala se suicidó.
A Jayapala lo sucedió su hijo Anandapala, quien junto con otras generaciones de la dinastía shahi tomó parte en varias campañas contra el poder gaznávida en expansión, pero sin éxito. Los gobernantes hindúes finalmente se exiliaron en los montes Siwalik en Cachemira.

## Edad Media tardía
Las primeras incursiones del islam en el Sur de Asia aparecen en el primer siglo después de la muerte del profeta Mahoma.
El califa omeya de Damasco, Walid I, envió una expedición a Beluchistán y Sindh en el año 711 liderada por Muhammad bin Qasim (cuyo nombre fue dado al segundo puerto de Karachi).
La expedición llegó hasta el norte en Multan, pero no logró retener la regencia de dicha región, ni establecer el régimen islámico en otras partes de India.
Sin embargo, la presencia de una colonia musulmana en Sindh permitió el desarrollo del comercio y el intercambio cultural, así como la propagación de la religión islámica a través de conversiones en algunas partes de la India.
Tres siglos después, los turcos, persas y afganos intentaron conquistar la India a través de las rutas del noroeste.
Mahmud de Ghazni (979-1030) encabezó una serie de expediciones contra los reinos de Rajput y estableció una base en Panyab para futuras incursiones.

### El sultanato de Delhi (1206-1526)
El sultanato de Delhi fue un estado musulmán con capital en Delhi que fue gobernado por varias dinastías de origen túrquico, indotúrquico y pastún. El sultanato gobernó grandes partes el subcontinente indio desde el siglo XIII hasta principios del siglo XVI. El contexto detrás del origen del Sultanato de Delhi en la India formó parte de una tendencia más amplia que afectó gran parte del continente asiático, incluida la totalidad de Asia occidental y del sur: el influjo de pueblos túrquicos provenientes de las estepas de Asia central. Se puede rastrear el origen de este fenómeno desde el siglo IX, cuando el califato islámico comenzó a fragmentarse en el Oriente Medio, donde las gobernantes musulmanes de estados rivales comenzaron a esclavizar a pueblos túrquicos nómadas no musulmanes de las estepas de Asia central. De estos esclavos se originarían militares leales llamados mamelucos. Poco tiempo después, muchos pueblos túrquicos migraron a tierras musulmanas y se islamizaron. En algún momento, muchos mamelucos túrquicos se levantaron en armas, conquistaron grandes partes del mundo musulmán y establecieron sultanatos mamelucos desde Egipto hasta Afganistán, antes de fijar su atención en el subcontinente indio.

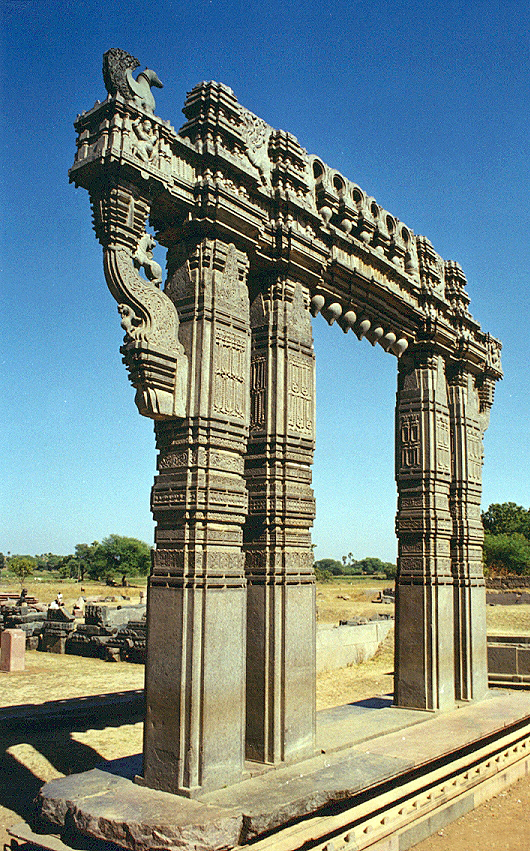
Ruinas del gran templo de Shiva de Warangal (dinastía Kakatiya), destruido por el Sultanato de Delhi.

En los siglos XII y XIII, pueblos túrquicos de Asia central invadieron  parte del norte de la India y establecieron el Sultanato de Delhi en las antiguas posesiones hindúes. La dinastía de los mamelucos logró conquistar grandes partes del norte de la India, mientras que la dinastía Khalji conquistó la mayor parte de la India central y forzó a los principales reinos hindúes del sur de la india a convertirse en Estados vasallos. Sin embargo, el sultanato no lograría la conquista y unificación de todo el subcontinente. El sultanato marcó el inicio de un renacimiento cultural indio. La fusión resultante de culturas indomusulmanas dejó legados sincréticos en arquitectura, música, literatura, religión y vestimenta. Se presume que el idioma urdu (que significa "horda" o "campamento" en varios dialectos túrquicos) nació en el período del Sultanato de Delhi como resultado de la mezcla de las hablantes locales de pácrito con inmigrantes que hablaban persa, túrquico y árabe. El Sultanato de Delhi es el único imperio indoislámico en entronizar a una de las pocas mujeres gobernantes de la India, la sultana Razia (1236-1240). Sin embargo, el Sultanato de Delhi también ocasionó la destrucción a gran escala y la profanación de templos.
Durante la era del Sultanato de Delhi, hubo una síntesis entre las civilizaciones india e islámica. Esta última era una civilización cosmopolita, con una sociedad multicultural y plural, así como amplias redes internacionales, sociales y económicas, que se extendían en vastas áreas de África y Eurasia y ocasionaban una circulación cada vez mayor de mercancías, pueblos, tecnologías e ideas. Si bien originalmente fue disruptivo cuando se transfirió el poder de las élites indias a las élites túrquicas musulmanas, el Sultanato de Delhi fue responsable de la integración del subcontinente indio en un sistema mundial creciente y llevó a la India a una red internacional más amplia, lo que tuvo un impacto significativo en la cultura y sociedad indias.
En el siglo XIII, el Imperio mongol había invadido la mayor parte de Asia y Eruopa oriental. Sin embargo, las invasiones mongolas de la India fueron repelidas con éxito por el Sultanato de Delhi. Un factor importante de este éxito fue su ejército mameluco, el cual era muy diestro en el mismo estilo de guerra de caballería de los mongoles, debido a que tenía también raíces nómadas similares en el Asia central. Es posible que los mongoles se hubieran extendido a la India de no ser por el rol del Sultanato de Delhi en repelerlos.
Un conquistador turcomongol, Tamerlán, atacó al sultán Nasir-u Din Mehmud de la dinastía Tughluq en Delhi. El ejército del sultán fue derrotado el 17 de diciembre de 1398. Tamerlán entró a Delhi y la ciudad fue saqueada, destruida y hecha ruinas después de que el ejército de Tamerlán asesinó y saqueó durante tres días y tres noches. Tamerlán ordenó saquear toda la ciudad, excepto las propiedades de los sayyid, los eruditos y los "otros musulmanes" (los artistas); se ejecutó a 100 000 prisioneros de guerra en un solo día. El Sultanato, que sufrió graves daños por este saqueo, revivió brevemente con la dinastía Lodi, pero solo sería la sombra de lo que había sido.

### Los sultanatos del Sur
El fracaso de los sultanes de asegurarse el dominio del Decán y del sur de la India resultó en la aparición de una serie de dinastías tales como el Sultanato de Bahmani (1347-1527) y el imperio hinduista de Vijayanagara (1336-1565).
Zafar Khan, un gobernador provincial bajo los Tughluqs, se rebeló contra los turcos y se proclamó Sultán tomando el título de Ala-ud-Din Bahman Shah en 1347.
El Sultanato de Bahmani, localizado al norte del Decán, duró cerca de dos siglos, hasta que fue fragmentado en 1527 en cinco Estados menores conocidos como los sultanatos de Decán (Bijapur, Golconda, Ahmednagar, Berar y Bidar).
El sultanato de Bahmani adoptó los métodos de cobro de impuestos y de administración establecido por los sultanes de Delhi y su caída fue originada por la competencia y odio entre los inmigrantes musulmanes y hinduistas conversos con extranjeros y oficiales en servicios temporales.
El sultanato de Bahmani inició un proceso cultural importante particularmente en la arquitectura y la pintura.

### El Imperio de Vijayanagara (1336-1646)
El Imperio vijayanagara (conocido así por el nombre de su capital, cuyas ruinas rodean la actual Hampi, en el estado de Karnataka) fue fundado en 1336 por Harihara I y su hermano Bukka Raya I de la dinastía Sangama. Este imperio se erigió como heredero político del imperio Hoysala, el imperio Kakatiya y en imperio Pandyan. La prominencia del imperio vijayanagara fue la culminación de los intentos de las potencias sureñas indias de contener las invasiones islámicas hacia finales del siglo XIII. El imperio perduró hasta 1646, aunque su poder declinó después de una importante derrota militar en 1565 frente a los ejércitos combinados de los sultanatos del Decán.
En las primeras dos décadas después de la fundación del imperio, Harihara I obtuvo el control de la mayor parte del área al sur del río Tungabhadra y ostentaba el título de Purvapaschima Samudradhishavara ("amo de los mares oriental y occidental). Hacia 1374 Bukka Raya I, sucesor de Harihara I, había derrotado al señorío de Arcot, los reddys de Kondaviu y al sultán de Madurai y había ganado el control de Goa en el oeste y del doab del río Tungabhadra-Krishna en el norte.
Con el reino Vijayanagara ya en calidad de imperio, Harihara II, el segundo hijo de Bukka Raya I, consolidó aún más el reino más allá del río Krishna y llevó la totalidad del sur de la India bajo la égida de Vijayanagara. El siguiente gobernante, Deva Raya I, se enfrentó exitosamente contra os gajapati de Odisha y emprendió importantes obras de fortificación e irrigación. El viajero italiano Niccolo de Conti lo describió como el más poderoso gobernante de la India. Dava Raya II (llamado Gajabetekara) accedió al trono en 1424 y fue quizás el más capaz de los gobernantes de la dinastía Sangama. Sofocó las rebeliones de los señores feudales así como al zamorín de Calicut y Quilon en el sur. Invadió la isla de Sri Lanka y se convirtió en superior de los reyes birmanos de Pegu y Tanasserim.
Los emperadores de Vijayanagara fueron tolerantes hacia todas las religiones, como escriberon los visitantes extranjeros. Los reyes usaron títulos tales como Gobrahamana Pratipalanacharya (literalmente, "protector de las vacas y los brahmanes") e Hindurayasuratrana (literalmente, "protector de la fe hindú"), lo que da testimonio de su intención de proteger el hinduismo, si bien seguían costumbres islámicas en las ceremonias y en la manera de vestir en la corte). Los fundadores del imperio, Harihara I y Bukka Raya I, fueron devotos shivaístas (adoradores de Shiva), pero subvencionaron a la orden visnuista de Sringeri que tenía a Vidyaranya como santo patrono, y designaron a Varaja (el jabalí, avatar de Vishnú) como su emblema. En las excavaciones arqueológicas de Vijayanagara se encontró un "barrio islámico" no lejos del "barrio real". Nobles de los reinos timúridas de Asia Central también visitaron la ciudad. Los reyes de las dinastías Saluva y Tuluva fueron de fe visnuista, pero participaban en ceremonias de honor tanto a Virupaksha (Shiva) en Hampi como a Venkateshwara (Vishnú) en Tirupati. Los reyes también patrocinaron a los santos de la orden dvaita del filósofo Madhwa en la ciudad de Udupi.
El legado del imperio incluye muchos monumentos que se extienden por el sur de la India, siendo el conocido de ellos el grupo de Hampi. Las anteriores tradiciones sureñas de la arquitectura religiosa se amalgamaron en el estilo de Vijayanagara. La mezcla de fes y lenguas vernáculas inspiró innovaciones en la construcción de templos hindúes, en la que se usó el granito local. Las  matemáticas florecieron en Kerala. El matemático Madhava de Sangamagrama fundó la famosa escuela de astronomía y matemáticas de Kerala en el siglo XIV, de la cual se originaron grandes matemáticos en el sur de la India durante la Edad Media, como Parameshvara, Nilakantha Somayaji and Jyeṣṭhadeva. La eficiente administración y el vigoroso comercio marítimo trajo nuevas tecnologías, tales como sistemas de irrigación. El mecenazgo del imperio hizo posible que se alcanzara un auge en las bellas artes y en la literatura en canarés, telugu, tamil y sánscrito, mientras que la música carnática evolucionó a su forma actual.
Vijayanagara entró en declive después de la derrota en la batalla de Talikota (1565), donde murió Aliya Rama Raya. Tirumala Deva Raya, su sucesor, inauguró la dinastía Aravidu. Mudó la capital a la nueva ciudad de Penukonda para reemplazar la destruida Hampi e intentó reconstruir el imperio. Tirumala abdicó en 1572, dividió los restos de su reino entre sus tres hijos y siguió una vida religiosa hasta su muerte en 1578. El imperio colapsó en 1614 y sus últimos restos perduraron hasta 1646, después de continuas guerras contra el sultanato de Bijapur y otros Estados. Durante este período surgieron nuevos reinos independientes a partir de Vijayanagara, entre los que se incluyeron el reino de Mysore, y los reinos de los nayakas de Keladi, Madurai, Tanjore, Chitradurga y Gingee. Todos ellos declararon la independencia y tendrían un impacto importante en la historia del sur de la India durante los siglos posteriores.

### Potencias regionales

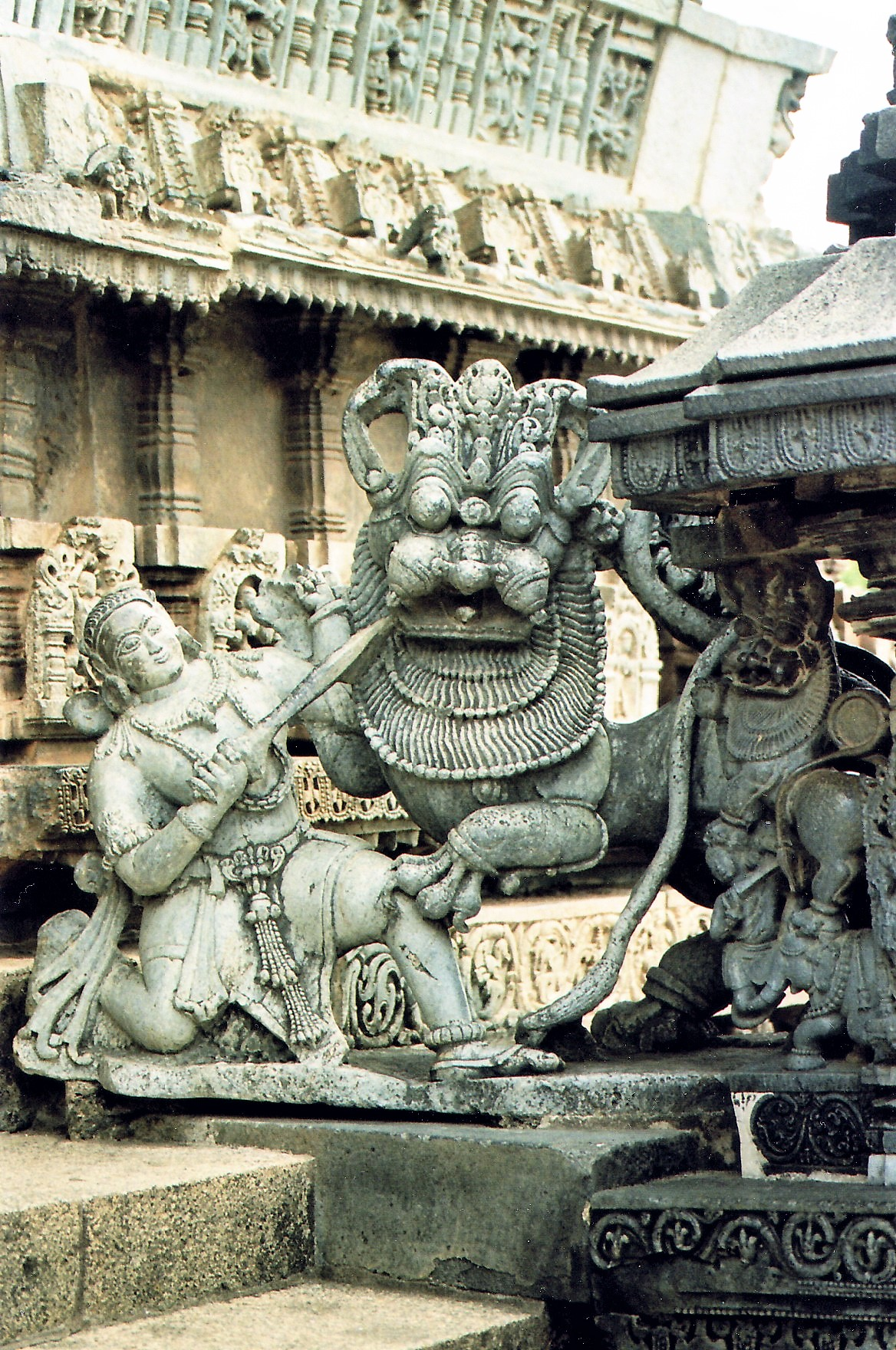
Sala combatiendo al león, emblema del Imperio Hoysala, antecesor político del Imperio de Vijayanagara.

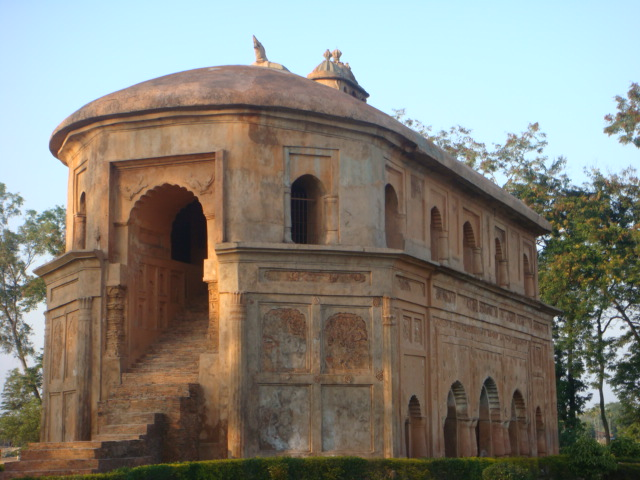
Rang Ghar, pabellón deportivo real construido en Rongpur, la capital del Reino ahom, por el rey Pramatta Singha.

Durante dos siglos y medio, desde mediados del siglo XIII, la política en el norte de la India estuvo dominada por el Sultanato de Delhi, y en el sur de la India por el Imperio de Vijayanagara, el cual se originó como heredero político del Imperio Hoysala y el Imperio Pandya. Sin embargo, también hubo otras potencias regionales. La dinastía Reddy derrotó al sultanato de Delhi y extendió su dominio desde Cuttack, en el norte, hasta Kanchi, en el sur, y sería finalmente absorbida por el Imperio de Vijayanagara. Los reinos rashput fueron la fuerza dominante en el oeste y centro de la India. Su poder alcanzó su cúspide con Rana Sanga, en cuya época los ejércitos rashput obtuvieron constantes victorias contra los ejércitos del Sultanato de Delhi. En el sur, el Sultanato bahmaní fue el rival principal de Vijayanagara, para los que representó frecuentemente una dificultad. A principios del siglo XVI, Krishnadevaraya del Imperio de Vijayanagara derrotó al último reducto de poder del Sultanato bahmaní, después de lo cual este colapsó y se dividió en los cinco pequeños sultanatos del Decán.
En el este, el reino Gajapati fue una destacada potencia y estuvo asociado en gran medida con el crecimiento de la cultura y arquitectura regional. Con el rey Kapilendradeva, los Gajapati se convirtieron en un imperio que se extendía desde el río Ganges, en el norte, hasta el río Kaveri, en el sur. En el noreste de la India, el reino Ahom fue una potencia durante seis siglos; liderados por Lachit Borphukan, los ahom derrotaron de manera decisiva al ejército mogol en la batalla de Saraighat durante los conflictos ahom-mogoles. Más al este estaba el reino de Manipur, en donde se desarrolló un sofisticada cultura hindú de vishnaísmo gaudía.

## Inicios de la Edad Moderna

### Imperio mogol (1526-1858)

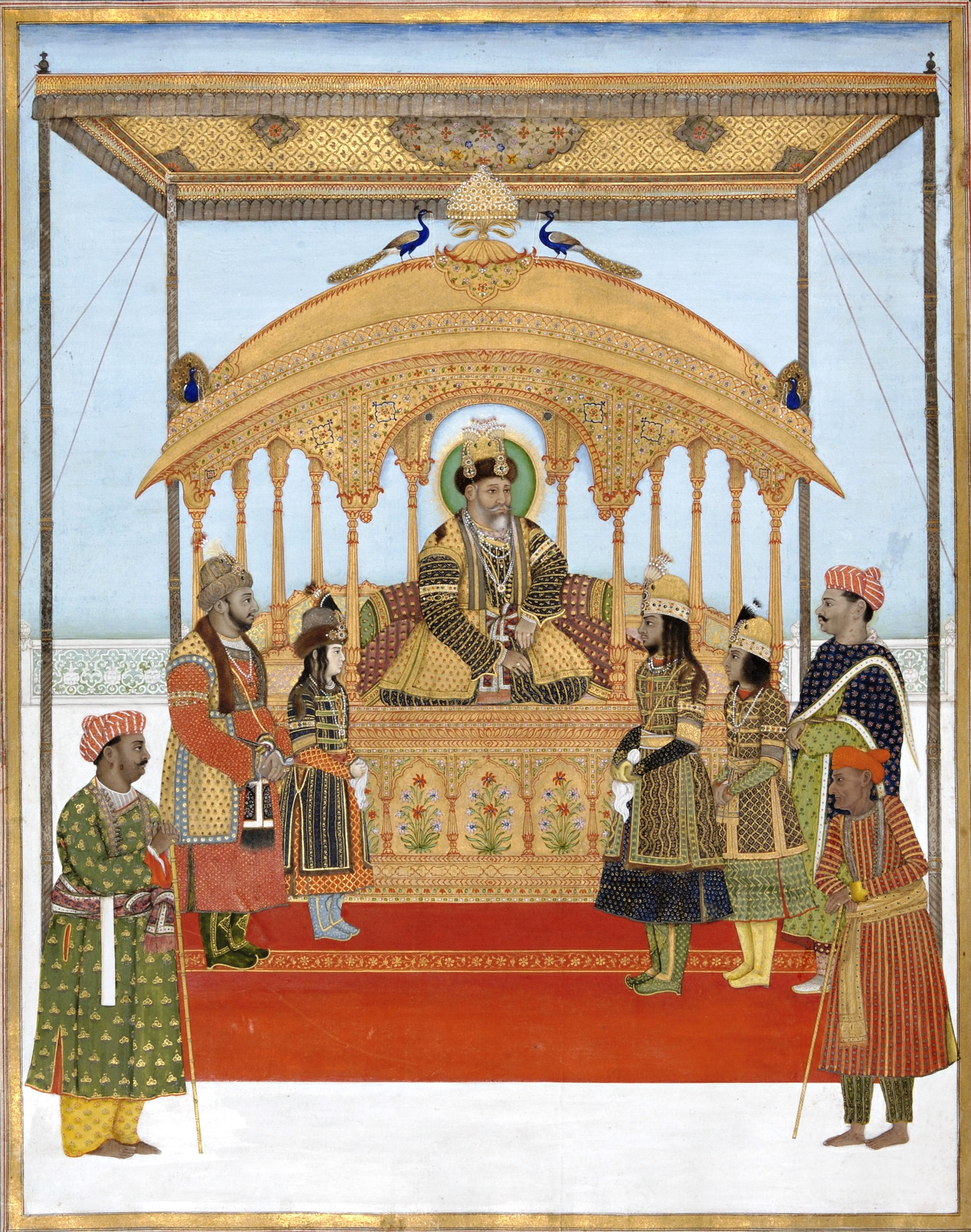
Akbar II en el trono del pavo real

En 1526, Babur, descendiente de Tamerlán y Gengis Kan y oriundo del centro de Asia, en lo que hoy es Uzbekistán, penetró por el paso Jáiber y estableció el Imperio mogol, que en su punto de máximo esplendor comprendía el territorio de los actuales Afganistán, Pakistán, India y Bangladés. El hijo de Babur, Humayun, fue derrotado por el guerrero afgano Sher Shah Suri en 1540 y obligado a retirarse a Kabul. Tras la muerte de Sher Sha, su hijo Islam Sha Suri y su general hindú Hemu Vikramaditya establecieron un gobierno secular en el norte de la India con capital en Delhi hasta 1556. Después de vencer en la batalla de Delhi, Akbar —nieto de Babur— derrotó a Hemu en la segunda batalla de Panipat el 6 de noviembre de 1556.
El emperador Akbar el Grande intentó establecer una buena relación con los hindúes. Akbar declaró el "Amari", o la prohibición de sacrificar animales en los días santos del jainismo y redujo la yizia (impuesto para los no musulmanes). Los emperadores mogoles se casaron con la realeza local, se aliaron con los marajás e intentaron fusionar su cultura turco-persa con los antiguos estilos indios, con lo que crearon una cultura indo-persa y una arquitectura indo-sarracena. Akbar se casó con una princesa rashput, Mariam-uz-Zamani, y tuvieron un hijo, Jahangir, parte mogol y parte rashput, como los serían los futuros emperadores mogoles. Jahangir siguió más o menos la política de su padre. La dinastía mogola gobernaba la mayor parte del subcontinente indio hacia 1600. El reinado de Shah Jahan fue la era dorada de la arquitectura mogola: erigió varios monumentos de gran tamaño, como el Taj Mahal y el fuerte Rojo, ambos en Agra, y la mezquita del Viernes de Delhi, y el fuerte de Lahore.
La era mogola se considera como la «última era dorada de la India». El Imperio mogol fue el segundo mayor imperio que haya existido en el subcontinente indio, y superó a China como la mayor potencia económica mundial al controlar 24.4 % de la economía mundial, al mismo tiempo que representaba el 25 % de la producción industrial mundial. El crecimiento del PIB aumentó durante el Imperio mogol, cuando la India tuvo una tasa de crecimiento más rápida que durante los 1500 años anteriores a la era mogola. La población de la India también aumentó del 60 % al 253 % entre 1500 y 1700, el mayor crecimiento del que se tenga noticia en la historia de la India antes de la era mogola. El crecimiento económico y demográfico fue estimulado por las reformas agrarias, que intensificaron la producción agrícola, una economía protoindustrial que comenzó a moverse hacia la fabricación industrial y un grado relativamente alto de urbanización para su época.
El Imperio mogol alcanzó el punto máximo de su expansión territorial durante el reinado de Aurangzeb, y con él también inició su declive debido al resurgimiento militar maratha liderado por Shivaji. Aurangzeb es considerado como el rey más controvertido de la India. Fue menos tolerante que sus predecesores, reintrodujo el impuesto de la yizia y destruyó verios templos históricos, pero también construyó  más templos hindués de los que destruyó; empleó muchos más hindúes en su burocracia imperial que sus predecesores y se opuso a la intolerancia religiosa de los musulmanes suníes hacia los hindúes y los musulmanes chiíes. Sin embargo, con frecuencia se le culpa de haber erosionado la tradición sincrética y tolerante de sus antecesores, así como del incremento de la brutalidad y de la centralización, lo que pudo haber tenido un rol importante en la caída de la dinastía mogola después de Aurangzeb.
El imperio empezó a declinar a partir de entonces. Los mogoles sufrieron fuertes golpes debido a las invasiones de marathas y afganos. Durante la decadencia del Imperio mogol, surgieron varios estados más pequeños para llenar el vacío de poder y estos mismos fueron factores que contribuyeron a la decadencia. En 1737, el general Bajirao del Imperio maratha invadió y saqueó Delhi y posteriormente derrotó al general mogol Amir Kan Umrao. Ese mismo año, el comandante en jefe del ejército mogol, Nizam-ul-mulk, fue derrotado en Bhopal por el ejército maratha. En 1739, Nader Shah, emperador de Irán, derrotó a los mogoles en la batalla de Karnal. Después de esta victoria, Nader capturó y saqueó Delhi y se llevó muchos tesoros, incluido el trono del pavo real. En 1757, la dinastía mogola quedó reducida a gobernantes títere. Sus últimos miembros fueron derrotados finalmente durante la rebelión india de 1857 y los restos del imperio fueron anexados formalmente por los británicos al tiempo que la Ley de gobierno de la India de 1858 permitía a la Corona británica asumir el control directo de la India en la forma del nuevo Raj Británico.

### Imperio maratha (1674-1818)

Extensión de la Confederación maratha en 1760

Los jefes tribales de los marathas estuvieron al servicio de los sultanes de Bijapur al oeste del Decán en la época en que estaban siendo asediados por los mogoles. Shivaji Bhonsle (1627-1680), un feroz combatiente reconocido como el «padre de la nación maratha» aprovechó ese conflicto y estableció su principado cerca de Pune, que posteriormente se convertiría en la capital de los marathas. Adoptando tácticas guerrilleras, atacaba las caravanas para incrementar su poder en dinero, armas y caballos.
Shivaji atacó con éxito a enclaves mogoles, incluyendo el puerto de Surat. En 1674 asumió el título de «Señor del Universo» en una pomposa coronación, la cual señaló su determinación de retar al poderío mogol, así como restablecer el reino hinduista en Majarashtra, de donde era originario.
El emperador mogol Aurangzeb peleó tenazmente frente a los sucesores de Shivaji entre 1681 y 1705, pero finalmente retrocedió al norte de la India cuando sus finanzas comenzaron a verse afectadas por esa lucha y los miles de muertos ocasionados por la guerra y otras calamidades. En 1717 un emisario mogol firmó un tratado con los marathas otorgándoles el dominio sobre el Decán a cambio del reconocimiento del reino Mogol y la remisión de ciertos impuestos anuales. Sin embargo, prontamente los marathas capturaron Malwa, Orissa y Bengala del dominio mogol. El sur de la India también cayó bajo el poder de los marathas. El reconocimiento de su poder político finalmente ocurrió cuando el emperador mogol les invitó a que actuaran como auxiliares de los asuntos internos del imperio, así como solicitó su ayuda para sacar a los afganos de Panyab.
Los marathas, a pesar de su poderío militar, no parecían demostrar una buena administración de la nación, ni para introducir cambios socioeconómicos necesarios. Una de sus características fue la conquista de nuevos territorios lo que en ocasiones les enfrentó a los campesinos de los territorios conquistados. Los Marathas mantuvieron varias guerras con las fuerzas coloniales británicas (ver Primera Guerra Anglo-Maratha).
Paulatinamente comenzó a debilitarse su poderío y fueron derrotados por los afganos en la sangrienta batalla de Panipat en 1761. Esto dio origen a una división del reino en cinco Estados independientes.
El último Peshwa, Baji Rao II, fue derrotado por las tropas británicas en la tercera guerra anglo-maratha, pero la memoria de Shivaji dejó las heridas abiertas, y a finales del siglo XIX, una ola de revoluciones sociopolíticas provocaron la transformación completa del Estado y la República de la India.

### Imperio sij (1799-1849)

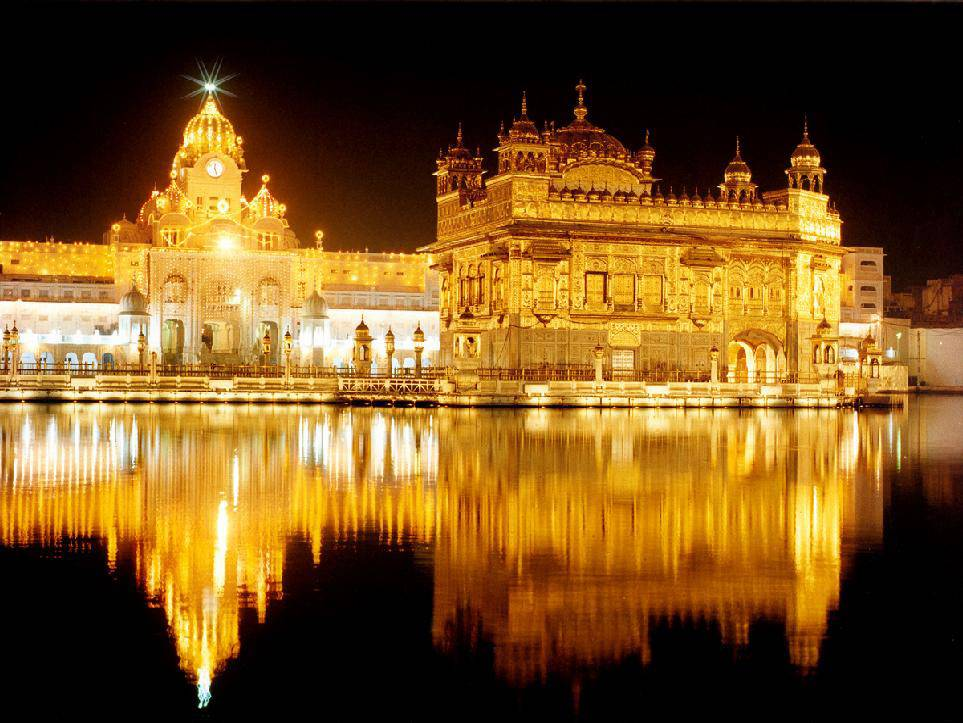
Templo dorado de Amritsar, el lugar de veneración más importante para los sijes

La derrota de los maratha a manos de los afganos aceleró la separación del Panyab de Delhi y ayudó en crear el reino sij en el noroeste de la India.
El movimiento sij se había originado en el siglo II, pero no tuvo mayor relevancia hasta los siglos XV y XVI, cuando las enseñanzas de los gurús sijes atrajeron a los campesinos de las regiones del norte.
Siendo perseguidos por los mogoles, los sijes, bajo el mando del Gurú Gobin Singh, formaron lo que se dominó el jalsa o Ejército de los Puros.
El jalsa se rebeló contra la represión económica y política de los mogoles en Panyab al final del reinado de Aurangzeb.
Con tácticas de guerrillas, aprovecharon la inestabilidad política creada por las guerras de los mogoles con los afganos y persas, enriqueciéndose y expandiendo su control territorial.
En 1770, la hegemonía sij se extendía desde el río Indo (en el oeste) hasta el río Iamuna (en el este) y desde Multan (en el sur) hasta Jammu (en el norte).
Pero los sijes, al igual que los majarathas, eran un conglomerado desunido de doce reinos que confrontaban continuas luchas internas.
Fue Ranjit Singh (1780-1839) quien promovió la unidad de los sijes y la convivencia con los hinduistas y musulmanes.
Ranjit Singh empleó oficiales europeos e introdujo una estricta disciplina militar que le permitió expandir su territorio a partes de Afganistán, Cachemira y Ladaj.

### Otros reinos

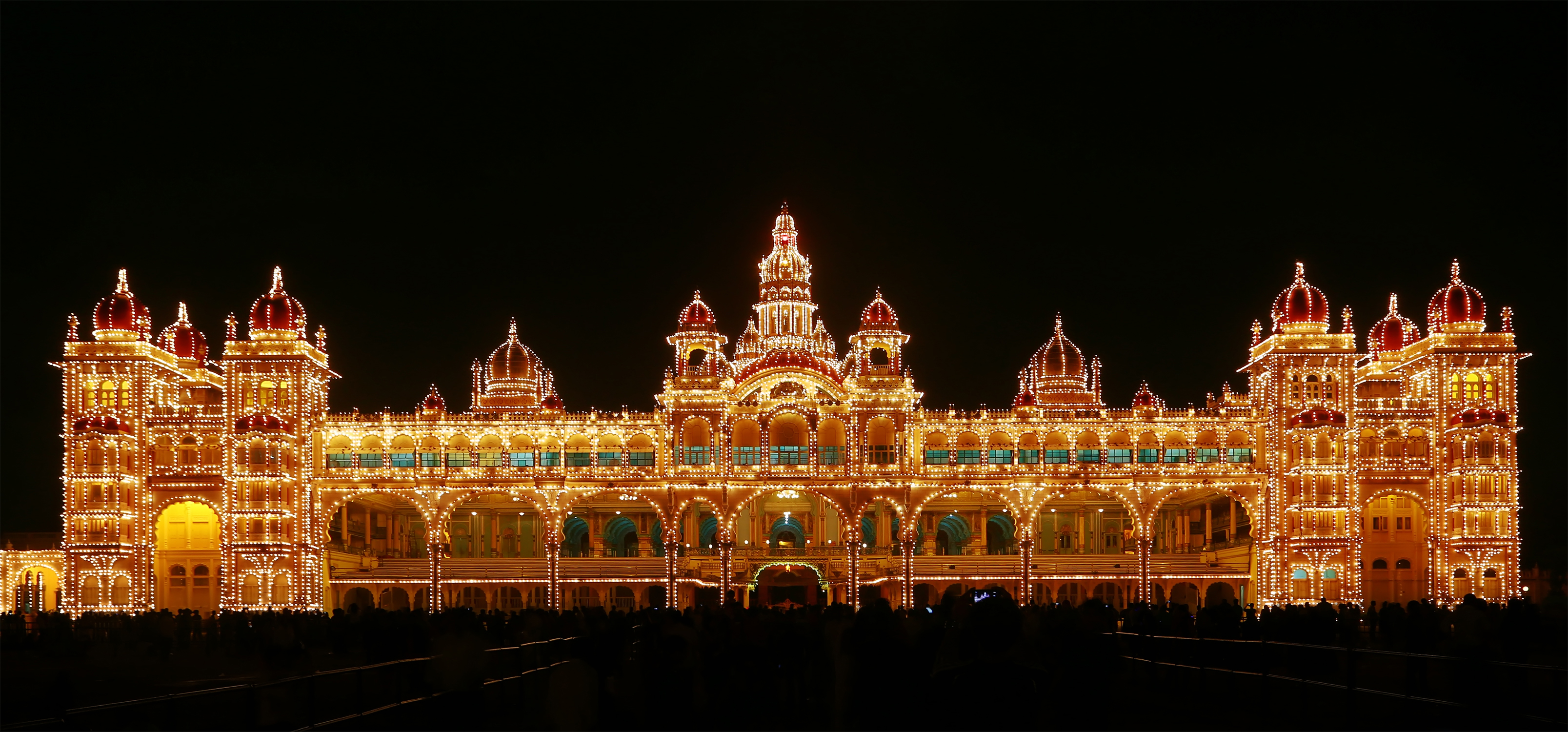
Palacio de Mysore, residencia de la dinastía Wadiyar, gobernantes del reino de Mysore.

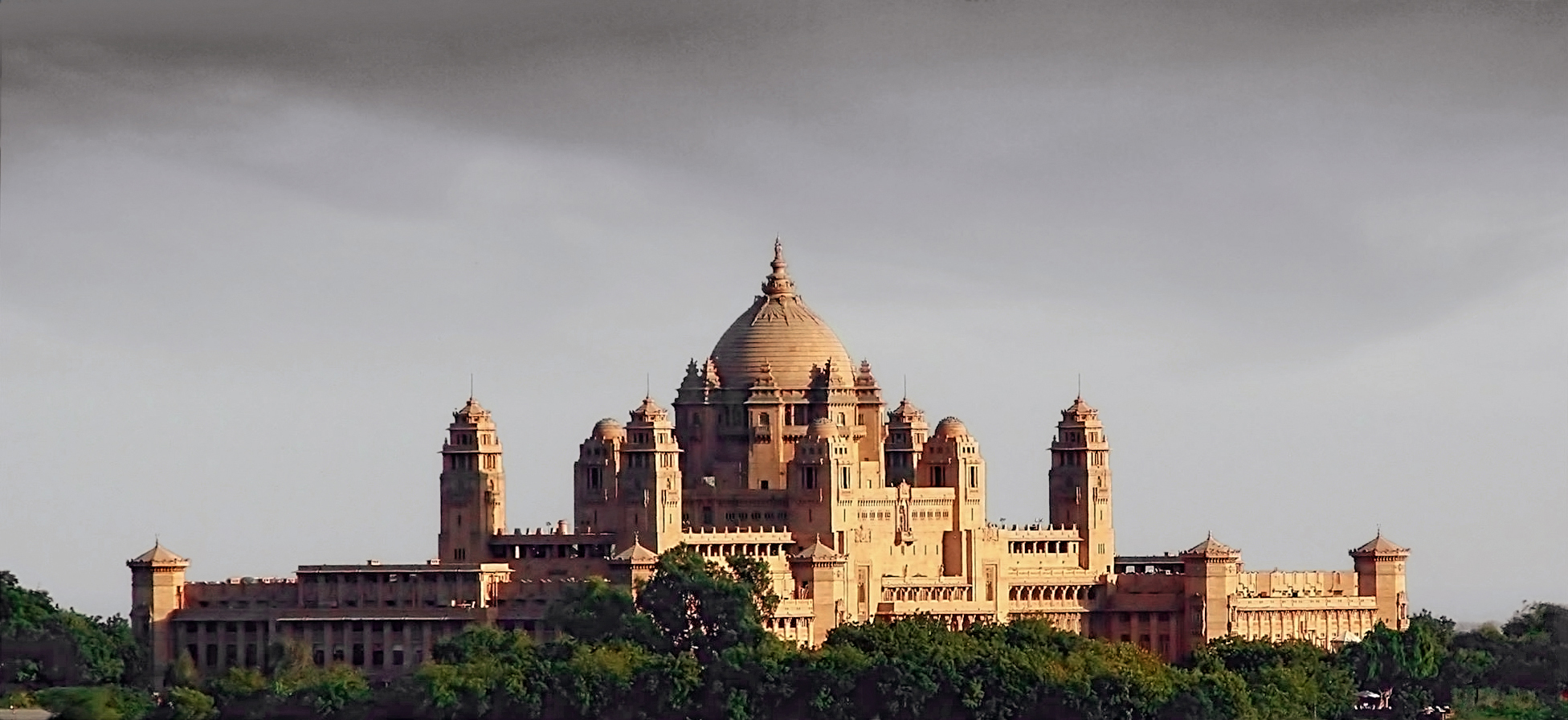
Palacio Umaid Bhawan, en Rajastán, una de las residencias privadas más grandes del mundo. Fue construido por el marajá Umaid Singh, señor de Jodhpur.

Hubo varios otros reinos que gobernaron partes de la India antes de la ocupación británica. Sin embargo, la mayoría de ellos estaban obligados a pagar tributo a los marathas. El gobierno de la dinastía Wodeyar, que estableció el reino de Mysore en el sur de la India hacia 1400, fue interrumpido por Hyder Ali y su hijo Tipu Sultan en la segunda mitad del siglo XVIII. Bajo el reinado de estos, Mysore libró una serie de guerras contra las fuerzas combinadas de británicos y marathas, pero principalmente contra los británicos; Mysore recibió cierta ayuda o promesas de ayuda de los franceses.
Los nabab de Bengala se convirtieron en los gobernantes de facto de Bengala después de la decadencia del Imperio mogol. Sin embargo, su gobierno fue interrumpido por los marathas, quienes lanzaron seis expediciones a Bengala de 1741 a 1748. Como resultado, Bengala se convirtió en un estado tributario de los marathas.
Hyderabad fue fundada por la dinastía Qutb Shahi de Golconda en 1591. Después de un breve gobierno mogol, Asif Jah, un oficial mogol, tomó el control de Hyderabad y se nombró a sí mismo nizam de Hyderabad en 1724. Hyderabad fue gobernado por un nizam hereditario de 1724 a 1948. Tanto el reino de Mysore como el estado de Hyderabad se convirtieron en estados principescos de la India Británica en 1799 y 1798, respectivamente.
Durante el siglo XVIII la totalidad de la región de Rajputana estuvo virtualmente sometida por los marathas. La segunda guerra anglo-maratha distrajo a los marathas entre 1807 y 1809, pero después de ella su dominio sobre Rajputana continuó. En 1817 los británicos entraron en guerra contra los pindaris, saqueadores provenientes de territorio maratha; la guerra pronto derivaría en la tercera guerra anglo-maratha, y el gobierno británico ofreció su protección a los gobernantes rashput contra los pindaris y los marathas. A finales de 1818 se firmaron tratados similares entre otros estados rashput y el Reino Unido. El gobernante maratha de Gwalior entregó el distrito de Ajmer-Merwara a los británicos y la influencia maratha en el Rajastán llegó a su fin. La mayoría de los príncipes rashput permanecieron leales al Reino Unido en la rebelión de 1857 y hubo pocos cambios en Rajputana hasta la independencia de la India en 1947. La Agencia de Rajputana incluía más de 20 estados principescos, de entre los cuales los más importantes eran el estado de Udaipur, el estado de Jaipur, el estado de Bikaner y el estado de Jodhpur.
Después de la primera guerra anglo-sij en 1846, bajo los términos del tratado de Amritsar, el gobierno británico vendió Cachemira al marajá Gulab Singh, con lo que se creó el estado principesco de Jammu y Cachemira, el segundo mayor estado principesco de la India Británica, gobernado por la dinastía Dogra.
Tras la caída del Imperio de Vijayanagara surgieron estados palaiyakkarar en el sur de la India que lograron resistir a invasiones y florecieron hasta la llegada de los británicos. En el siglo XVIII, el reino de Nepal fue formado por gobernantes rashput.

### Exploración y colonización europea

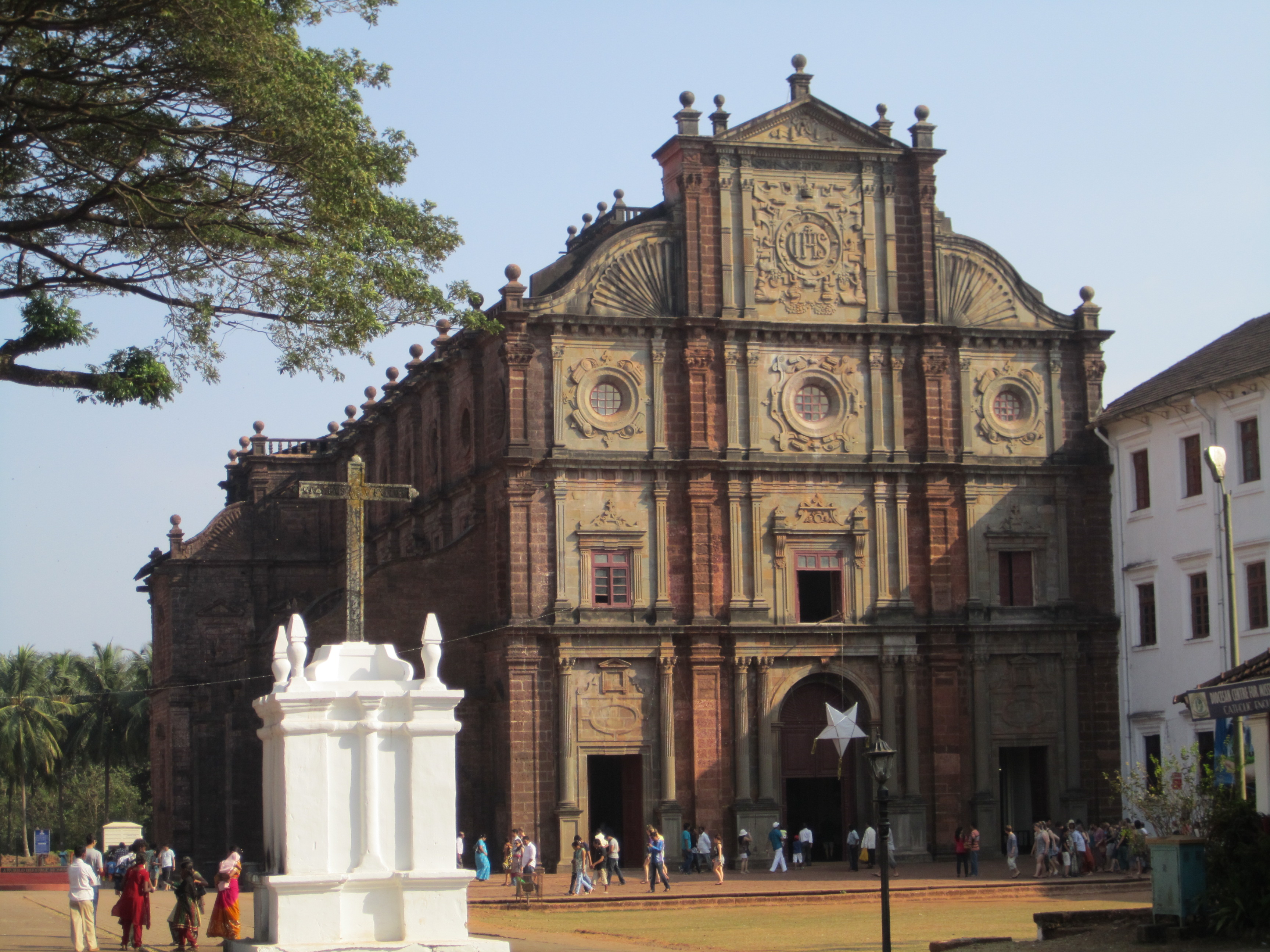
Iglesia de Bom Jesus en Goa. La ciudad de Goa fue la base del colonialismo portugués en el Índico durante 450 años.

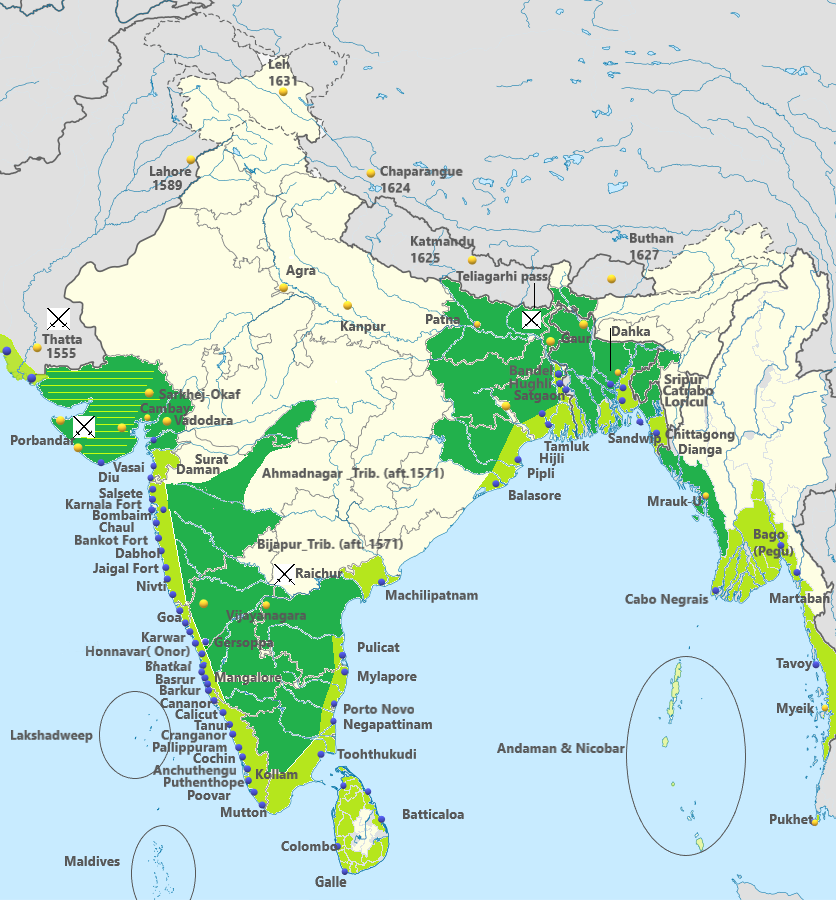
Presencia portuguesa en la India, Himalayas y en el Golfo de Bengala en su máxima expansión entre los siglos y.

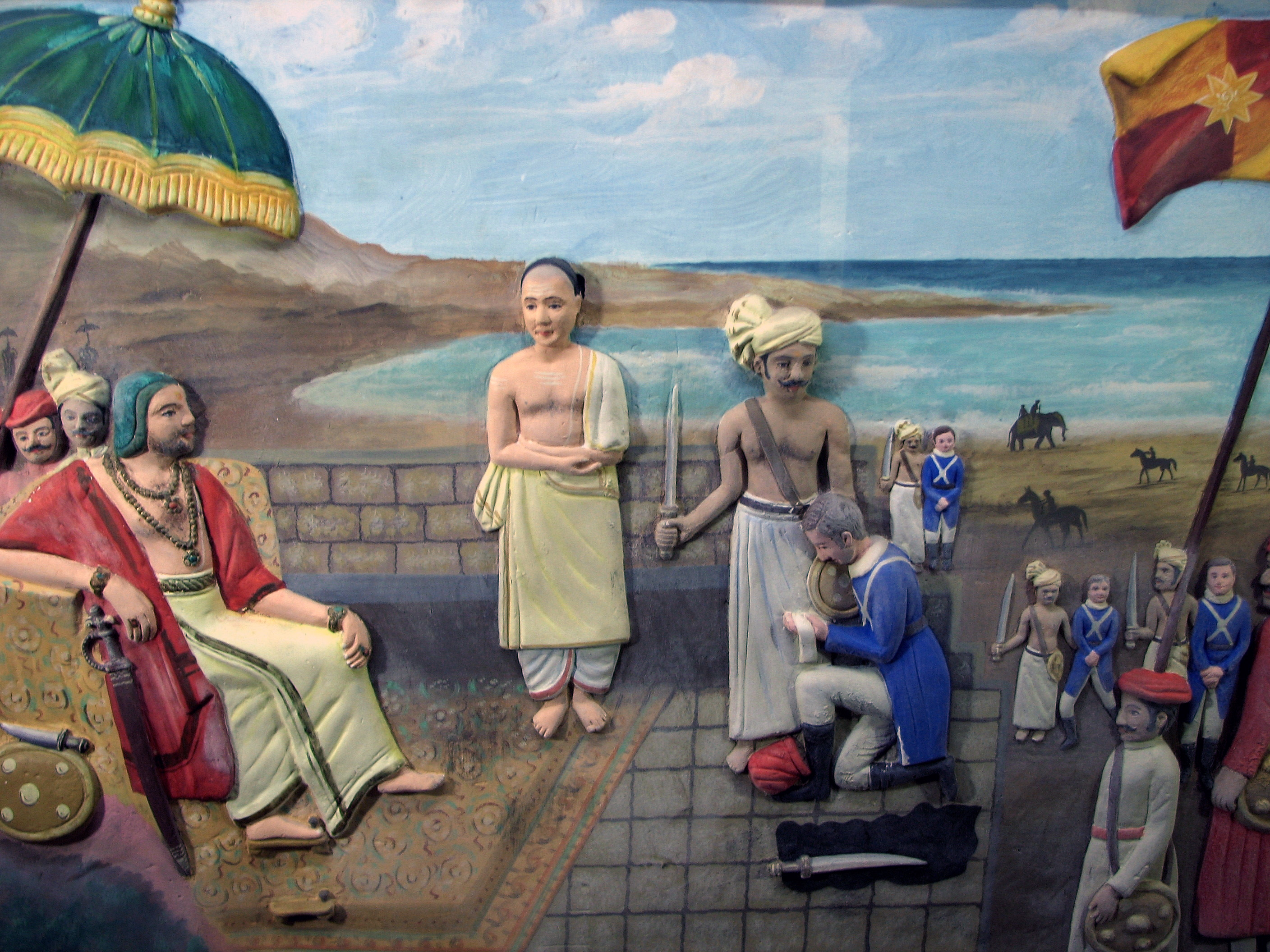
Eustaquio de Lannoy, de la Compañía Neerlandesa de las Indias Orientales, se rinde ante el marajá de Travancore tras la batalla de Colachel.

La búsqueda en el siglo XIV de la riqueza y el poder atrajo a los europeos a las costas de la India. En 1498, Vasco de Gama, el navegante portugués llegó a Calicut (actualmente Kozhikode, Kerala) en la costa occidental. En la búsqueda de especias y conversos al cristianismo, los portugueses retaron la supremacía árabe en el mar de Arabia y en el golfo Pérsico.
En 1510 los portugueses se apoderaron de Goa, ciudad que se convirtió en el centro de su poder comercial y político en la India y que controlaron por cerca de cuatro siglos y medio. Incluyendo además los 60 años de unificación de Portugal a España, tras establecerse la Unión Ibérica (1580-1640).
La competencia entre las naciones europeas ocasionó la fundación de compañías de comercio en Inglaterra (la East India Company, fundada en 1600) y en los Países Bajos (la Verenigde Oos-Indische Compagnie ―Compañía Unida del Este de India― fundada en 1602). Estas compañías tenían como misión capturar el comercio de las especias, rompiendo el monopolio portugués en Asia. Si bien los holandeses, con mayor capital y soporte de su gobierno, se adelantaron y finalmente excluyeron a los británicos del comercio de las especias en las Indias Orientales, principalmente en lo que es hoy Indonesia, ambas compañías establecieron su presencia a lo largo de la costa de India. Ya en 1609 los holandeses usaron varios puertos en la Costa Coromandel al sur de India, especialmente Pulicat, a 20 km al norte de Madrás, en donde comerciaron con esclavos para sus plantaciones en Indonesia y con algodón para sus fábricas de telas.
Los británicos llegaron más tarde y fue en 1639 que se establecieron en Madrás. Los regentes indios de la época vieron con beneplácito la llegada de los holandeses y británicos con la esperanza de enfrentarlos a los portugueses. En 1619, YahanGuir les dio permiso para comerciar en su territorio de Surat (en Guyarat) en la costa occidental y Hughli (en Bengala) en la costa oriental.
Estos y otros lugares en la península, se convirtieron en centros de comercio de especias, algodón, azúcar, pimienta e índigo.
Los agentes de las compañías británicas se familiarizaron con las costumbres y lenguas indias, incluyendo el persa (que era el idioma oficial bajo el reino de los mogoles).
En diversas formas los agentes británicos en aquella época vivían como los indios, mezclándose en matrimonio y muchos de ellos nunca regresaron a su país de origen.
El conocimiento que adquirieron los británicos sobre India y los acuerdos que llegaron con los comerciantes indios le dio a los británicos una ventaja competitiva sobre otros europeos.
Los franceses, por su parte, incursionaron en la India en 1664 fundando la Compagnie des Indes Orientales, fundando un enclave en Pondicherry en la Costa Coromandel.
En 1717 el emperador mogol Farrukh-Siyar le dio a los británicos permiso para establecerse en treinta y ocho pueblos cerca de Calcuta, reconociendo la importancia de mantener continuidad en el comercio de la región de Bengala.
Al igual que los holandeses y franceses, los británicos pagaban con plata y cobre, favoreciendo las arcas de los mogoles e incrementando el empleo de los artesanos y comerciantes locales.
Los poblados fortificados de los británicos les dio poderes extraterritoriales, lo cual les permitía administrar sus leyes criminales y civiles y ofrecer numerosas oportunidades de empleo, así como asilo, a extranjeros e indios.
Las fábricas británicas competían favorablemente con sus rivales en tamaño y la población bajo la influencia británica comenzó a aumentar.
Las poblaciones originalmente pesqueras de Madrás y Calcuta, así como Bombay cayeron bajo la administración británica.
Sus factorías y los lugares adyacentes conocidos como Pueblos Blancos, representaban la preeminencia de los británicos en términos de poder político, social y cultural.
Los indios que trabajaban para los británicos vivían en los denominados Pueblos Negros, a varios kilómetros de las factorías.
La compañía británica comenzó a utilizar a los denominados cipayos, los cuales eran soldados entrenados por europeos, pero dirigidos por indios, para proteger su comercio y para resolver disputas de poder entre los jefes locales.
La confrontación entre los franceses y los británicos surgió por primera vez en el sur de la India, en donde se enfrentaron tropas dirigidas por Francois Dupleix y Robert Clive.
Ambos bandos quería colocar su candidato como «nawab» o regidor de Arcot, en la zona alrededor de Madrás.
En la lucha que se extendió entre 1744 y 1763, los británicos obtuvieron las mayores ventajas después de un tratado de paz firmado en París y finalmente colocaron a su regente.
Los franceses y británicos también respaldaron diferentes facciones en su lucha por la sucesión en el virreinato Mogol de Bengala, siendo Clive quien ganó esta lucha interviniendo exitosamente al derrocar al Nawab Siraj-Ud-Daula en la batalla de Palashi (a unos 150 km al norte de Calcuta) en 1757.
Clive aprovechó astutamente una serie de intereses locales en contra del nawab local incluyendo soldados descontentos y terratenientes y comerciantes que estaban sacando provecho a su relación con los británicos.
Posteriormente Clive venció a las fuerzas mogoles en Buxar, al oeste de Patna en Bihar en 1765 y el emperador Sha Alam confirió a los británicos los derechos administrativos sobre la región de Bengala, Bihar y Orissa, una región con 25 millones de habitantes.
Esta concesión estableció de hecho a la compañía británica como el poder soberano sobre la región.
Clive fue el primer gobernador de Bengala.

## El Raj Británico (1858-1947)

Mapa del Raj británico

Es cierto que, en el siglo XVII, Londres reanudó la adquisición de territorios extranjeros suspendida desde la terminación desastrosa de la guerra de los Cien Años. Pero el "espíritu" de estas conquistas era todavía fundamentalmente el de una época prenacional. Nada confirma esto de manera más asombrosa que el hecho de que la «India» solo se hiciera «británica» veinte años después del ascenso de Victoria al trono. En otras palabras, hasta después del motín de 1857, la «India» estuvo gobernada por una empresa comercial, no por un estado, y menos por una nación-estado.
Pero el cambio se estaba gestando. Cuando debió renovarse la carta constitutiva de la Compañía Británica de las Indias Orientales en 1813, el Parlamento ordenó la asignación de 100 000 rupias anuales para promover la educación local, tanto «oriental» como «occidental». En 1823 se creó en Bengala un Comité de Instrucción Pública, y en 1834, Thomas Babington Macaulay fue designado presidente de este comité, quién declaró que «un solo librero de una buena biblioteca europea vale lo que toda la literatura nativa de la India y Arabia».
Macaulay publicó al año siguiente de su designación como presidente del Comité de Instrucción Pública su famosa Minute on Education, logrando que sus recomendaciones se aplicaran de inmediato. Se introdujo un sistema educativo completamente británico que, en palabras de Macaulay, «crearía una clase de personas, de sangre y color indios, pero de gustos, opiniones, moral e intelecto británicos». En 1836 Macaulay escribió: «Ningún hinduista que haya recibido una educación británica se apegará con sinceridad a su religión. Creo firmemente, y siempre he creído, que si se siguen nuestros planes educativos, dentro de treinta años entre las clases respetables de Bengala no habrá un solo idólatra».
La colonización decisiva de los británicos en India comienza a partir de la batalla de Plassey en 1757 después de derrotar al Nawab Siraj Ud Daulah, lo cual les permitió ocupar la región de Bengala.
Esta región se constituyó en un protectorado bajo la administración de la Compañía.
Desde este estado los británicos expandieron su influencia hacia otras regiones de la India al punto que en 1850 tenían bajo su dominio la mayor parte del subcontinente indio.
En 1857 la rebelión de los cipayos —soldados indios al servicio de los británicos— en el norte y centro de la India y su posterior derrota, causó que el Parlamento británico transfiriera el poder político y administrativo de la Compañía a la Corona, siendo ésta la administradora directa de las colonias británicas en aquella región hasta su independencia.
Entre las décadas de 1870 y 1890, casi cuarenta millones de indios murieron a causa de sucesivas hambrunas. Según el historiador Niall Ferguson, "hay pruebas claras de incompetencia, negligencia e indiferencia ante la difícil situación de los hambrientos", pero ninguna responsabilidad directa, ya que la administración colonial simplemente permaneció pasiva. Por el contrario, para el periodista Johann Hari: "Lejos de no hacer nada durante la hambruna, los británicos hicieron mucho, para empeorar las cosas. Las autoridades habrían seguido fomentando las exportaciones a la metrópoli sin preocuparse por los millones de muertos en suelo indio. El historiador Mike Davis también apoya la idea de que "Londres se estaba comiendo el pan de la India" durante la hambruna. Además, el virrey Robert Lytton prohibió la asistencia a los hambrientos, que a veces eran descritos como "indolentes" o "incompetentes para el trabajo". Los periódicos de las zonas no afectadas por la hambruna recibieron instrucciones de informar lo menos posible sobre ella. Según Mike Davis, Lord Lytton se guiaba por la idea de que "ciñéndose a la economía liberal, estaba ayudando oscuramente al pueblo indio".

### El movimiento independentista
Al final del siglo XIX la India, en aquel entonces una colonia británica, dio los primeros pasos hacia la independencia con la designación de consejeros nativos al Virrey de la India y la creación de los concejos provinciales cuyos miembros eran indios.
La India salió empobrecida de la Primera Guerra Mundial: debido a los impuestos y a los préstamos de guerra, cien millones de libras -obtenidos mediante el aumento de los impuestos y los precios- salieron de la India para apoyar la economía británica. Una ola de disturbios se extendió por todo el subcontinente en 1918-1920. En Bombay, una huelga textil se extendió a 125 000 trabajadores. Se produjeron disturbios por alimentos en Bombay, Madrás, Calcuta y Bengala. La mayor parte del país se vio afectada por manifestaciones masivas, huelgas o disturbios. En Amritsar, las tropas británicas abrieron fuego contra una multitud de manifestantes, matando a 379 personas e hiriendo a otras 1200. En los primeros seis meses de 1920, se convocaron más de 200 huelgas. Un informe del gobierno señaló "una fraternidad sin precedentes entre hindúes y musulmanes".
El Partido del Congreso estaba dividido en cuanto a la actitud a adoptar. Gandhi, que temía que estos disturbios degeneraran en un conflicto con los capitalistas indios a los que estaba cercano, optó por promover la negativa pacífica a colaborar con las autoridades. Sin embargo, puso límites a esta negativa a cooperar, decidiendo no exigir el impago de los impuestos generales con el argumento de que esto podría alentar a los campesinos a no pagar las rentas a los zamindares (aristocracia india). Sin embargo, siguen produciéndose numerosos enfrentamientos violentos entre la policía y los manifestantes. En febrero de 1922, en la ciudad de Chauri Chaura (Bihar), la policía abrió fuego después de escaramuzas durante una manifestación y la multitud respondió prendiendo fuego a la comisaría, matando a unos 20 policías. Más de 170 campesinos fueron asesinados en represalia. Gandhi pidió que se detuviera el movimiento de protesta, permitiendo que la administración colonial restaurara su autoridad. El gobernador de Bombay, Lord Lloyd, admitió más tarde que la campaña "nos asustó" y "estuvo muy cerca de tener éxito".
Durante este tiempo también ocurrió la emigración de 12 millones de indios y pakistaníes que se desplazaron a la India o a Pakistán. Solo superada en magnitud por el desplazamiento del pueblo soviético a causa de la invasión nazi a la Unión Soviética, durante la Segunda Guerra Mundial.

## Después de la Segunda Guerra Mundial

### Partición y naciones derivadas
Pakistán se separó del resto de la India el 15 de agosto de 1947, en medio de tumultos religiosos que costaron la vida a cientos de miles de personas.
La zona costera de Ceilán fue parte de la presidencia de Madrás de la India británica desde 1795 hasta 1798, cuando se convirtió en una colonia de la corona separada del Imperio.
Birmania fue anexada gradualmente por los británicos de 1826 a 1886 y se rigió como una parte de la administración de la India británica hasta 1937, posteriormente fue separada y administrada directamente. Birmania logró su independencia el 4 de enero de 1948 y Ceilán el 4 de febrero de 1948.
Bután, Nepal y las islas Maldivas, y los otros países que actualmente conforman Asia del Sur, no se vieron afectados por la partición. Los primeros dos, Bután y Nepal, antes eran considerados como estados del principado, posteriormente firmaron tratados con los británicos, los que los designaron como estados independientes antes de la partición, y por lo tanto sus fronteras no fueron afectadas por la partición de la India.
Las Maldivas, se convirtieron en un protectorado de la Corona británica en 1887, pero lograron su independencia en 1965, y tampoco fue afectado por la partición. La India fue tomando progresivamente los enclaves franceses y portugueses en su territorio entre 1947 y 1961.

### Conflicto indo-pakistaní
Después de la independencia y la partición de la India en la República de la India y Pakistán, por seis semanas, en agosto y septiembre de 1947, los hinduistas, sijes y musulmanes lucharon entre ellos en una encarnizada pelea que dejó más de 200 000 muertos.
Desde su independencia la India ha intervenido en cuatro guerras contra Pakistán y una contra China. También detonó una bomba nuclear en 1974 y fue declarada como nación nuclear en 1998.
La primera guerra contra Pakistán comenzó en 1947 por el control de Cachemira, al igual que la de 1965.
En 1971, la India acogió a refugiados de Pakistán del Este y ayudó a las fuerzas rebeldes de esa región en su lucha por la independencia de la nación que se conoce hoy en día como Bangladés.
En 1971, durante la fase final de esa guerra la India intervino directamente en la contienda, lo que originó la derrota de Pakistán y la independencia de Bangladés.
En 1962 la India también se enfrentó militarmente a China por problemas fronterizos.
Comenzando con una economía inspirada en ideas socialistas después de la salida de los británicos, la India fue progresando lentamente.
Fueron las reformas económicas adoptadas a principios de los años noventa las que impulsaron a la India a un crecimiento económico más agresivo.
Actualmente la India se considera como una nación emergente con un gran potencial de desarrollo.
De hecho en términos de PNB es actualmente la décima potencia más grande del mundo.
Los economistas predijeron que, al ritmo de crecimiento conseguido, hacia el año 2020 India se convertiría en el país más poblado de la Tierra, y en el 2050 en la tercera mayor economía del mundo.